# Geschichte und Entwicklung der Fotografie
Die Geschichte und Entwicklung der Fotografie ist unter dem technischen Aspekt gekennzeichnet durch die (Wieder-)Entdeckung des Prinzips der Camera obscura und der Laterna magica, die Erfindung der Camera lucida, des Physionotrace sowie des Panoramas und des Dioramas. Das Wort „Fotografie“ ist der altgriechischen Sprache entlehnt und setzt sich zusammen aus: φάος, zsgz. φῶς, phōs, (Gen. φωτος, phōtos), „Licht“ und γράφειν, gráphein, „schreiben, zeichnen“ und heißt übertragen: „mit Licht zeichnen“.
Unter Fotografie versteht man das technische Verfahren, bei dem mittels optischer Systeme ein Lichtbild auf ein lichtempfindliches Medium projiziert und dort direkt längerfristig gespeichert werden kann; es handelt sich dabei um ein analoges Verfahren. Im Laufe der Entwicklung elektronischer Systeme, durch die analoge in elektronische Daten umwandelbar wurden, die dann auf entsprechende Speichermedien gespeichert werden konnten, kam das digitale Verfahren auf.
Für einen rein chronologischen Überblick siehe Chronologie der Fotografie

## Von der Camera obscura zum Lichtbild

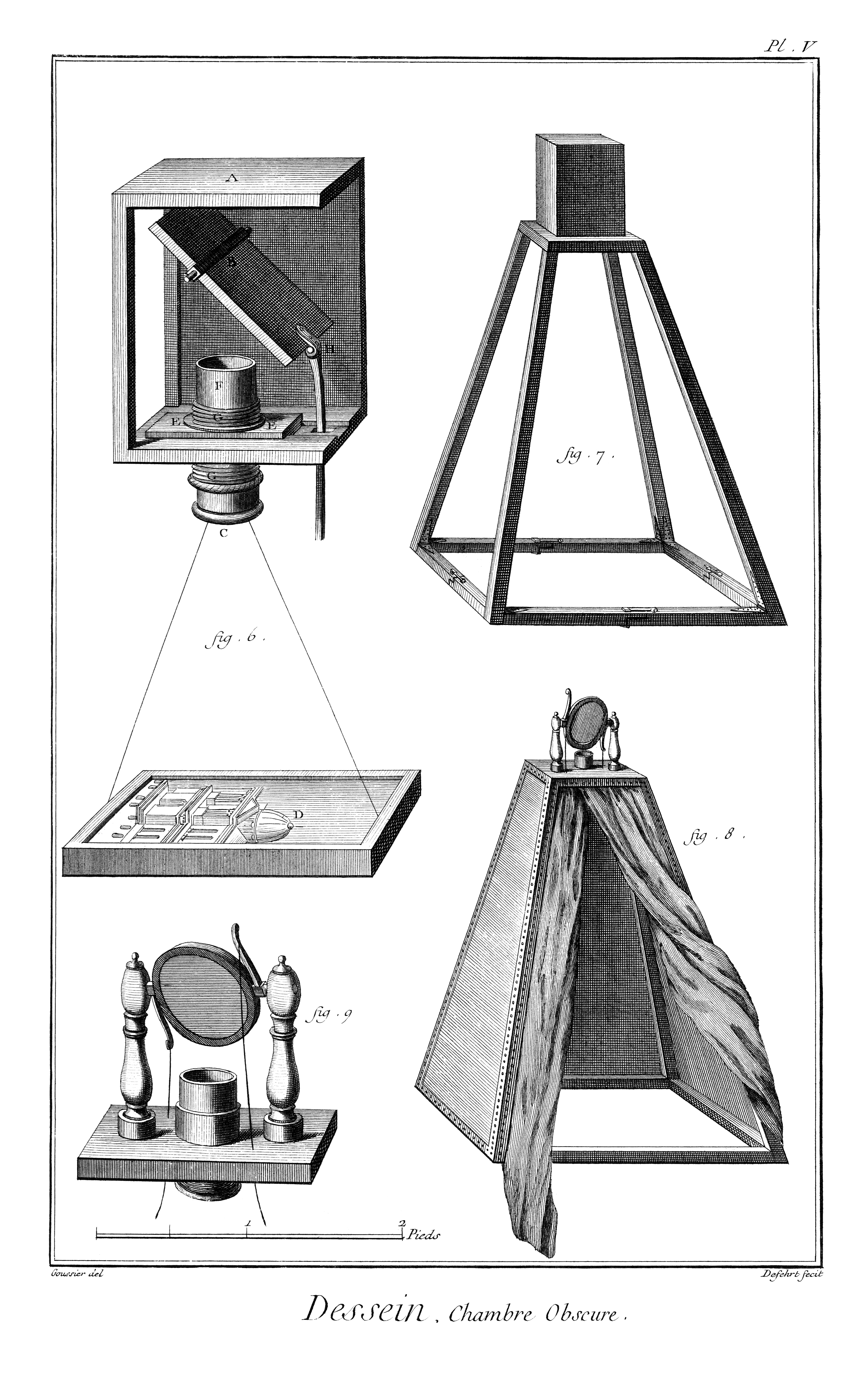
Camera obscura

### Der Vorläufer: die Camera obscura
Die Camera obscura (lateinisch für dunkle Kammer) war ursprünglich ein abgedunkelter Raum mit einem Loch in der Wand. Das darin einfallende Licht projizierte bei ausreichend kleinem Lochdurchmesser auf die gegenüberliegende Wand ein auf dem Kopf stehendes Abbild der Außenwelt.
Dieses Prinzip erkannte bereits Aristoteles (384 bis 322 v. Chr.) im 4. Jahrhundert vor Christus, und der jüdische Gelehrte Levi ben Gershon erwähnte sie 1321 in seinem mathematischen Hauptwerk Maaseh Hoshev (Praktische Kunst des Rechners).
Letztlich war aber Leonardo da Vinci (1452 bis 1519) der Erste, der die Funktionsweise der Camera obscura richtig deutete. Die ursprüngliche Camera obscura wurde im 17. Jahrhundert zu einem transportablen Kasten weiterentwickelt.

### Die Chemie

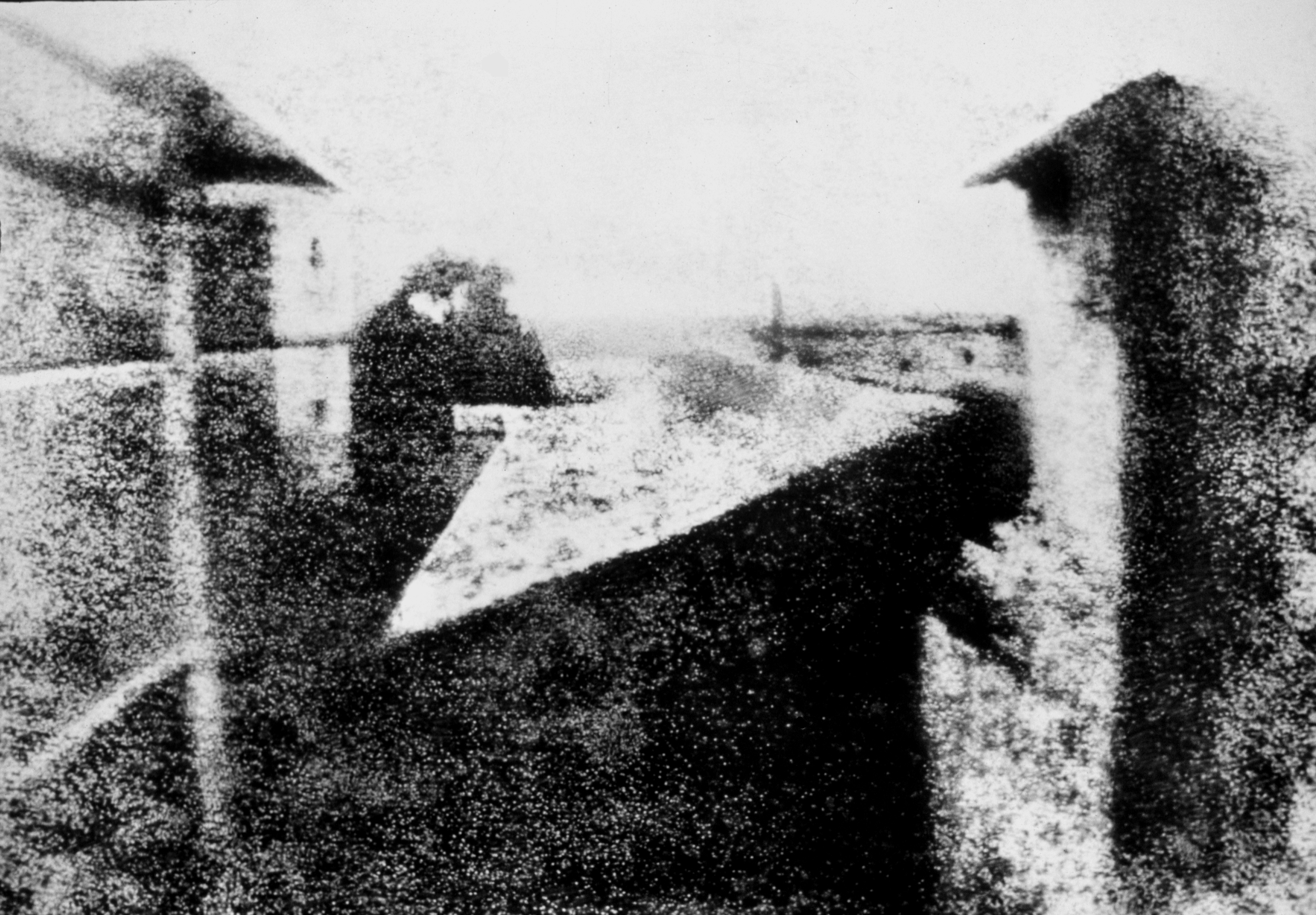
J. N. Niépce: Blick aus dem Arbeitszimmer 1826. Die älteste erhaltene Fotografie, auf einer asphaltbeschichteten Zinnplatte

Bereits dem Physiker Johann Heinrich Schulze (1687–1744) war die Färbung chemischer Substanzen durch Sonnenlicht bekannt. Er vermischte dabei im Jahre 1717 Kreide mit einer Silberlösung und bewirkte mit der Verwendung von Salpetersäure die lichteinwirkende Veränderung. Charles-François Tiphaigne de la Roche griff 1760/61 diese Entdeckungen in seinem Roman Giphantie (der Titel ist ein Anagramm seines Namens) auf, um sie als Möglichkeit zu beschreiben, damit Fotografie zu betreiben.
Der aus Stralsund stammende Chemiker Carl Wilhelm Scheele (1742–1786) experimentierte mit Silbersalzen, bei denen er entdeckte, dass die Schwärzung durch metallisches Silber verursacht wurde.
Die ersten nachweisbaren Experimente zum Fixieren des fotografischen Bildes stammen aus den letzten Jahren des 18. Jahrhunderts von Claude Niépce und Joseph Nicéphore Niépce (um 1798) und Thomas Wedgwood (1799).

### Die erste Fotografie
Ab etwa 1815 begann der reiche Advokat Joseph Nicéphore Niépce sich mit der Lithografie zu beschäftigen. Mit seinem von ihm selbst als Heliographie bezeichneten Verfahren gelang ihm 1822 eine Direktkopie eines Lithografie-Porträts auf einer asphaltbeschichteten Zinnplatte, welche nach Auflösen der unbelichteten Asphalt-Partien mit Lavendelöl graviert wurde und so vervielfältigt werden konnte. Parallel dazu versuchte er bereits seit 1816 mit der Camera obscura Positivbilder auf verschiedenen Materialien herzustellen.
1829 benutzte er zusammen mit Daguerre eine mit Asphalt, Jod und Silber beschichtete Kupferplatte. Die vermutlich 1826 bis 1827 entstandene, erst 1952 wieder aufgefundene, älteste erhaltene Heliographie (wiederum auf Zinn) erforderte noch eine Belichtungszeit von mehreren Stunden. Sie zeigt den Blick aus dem Arbeitszimmer im Teil des Niépce-Landsitzes in Le Gras. Das Bild gehört heute zur Gernsheim-Sammlung der University of Texas at Austin.

### Erste praxistaugliche Verfahren

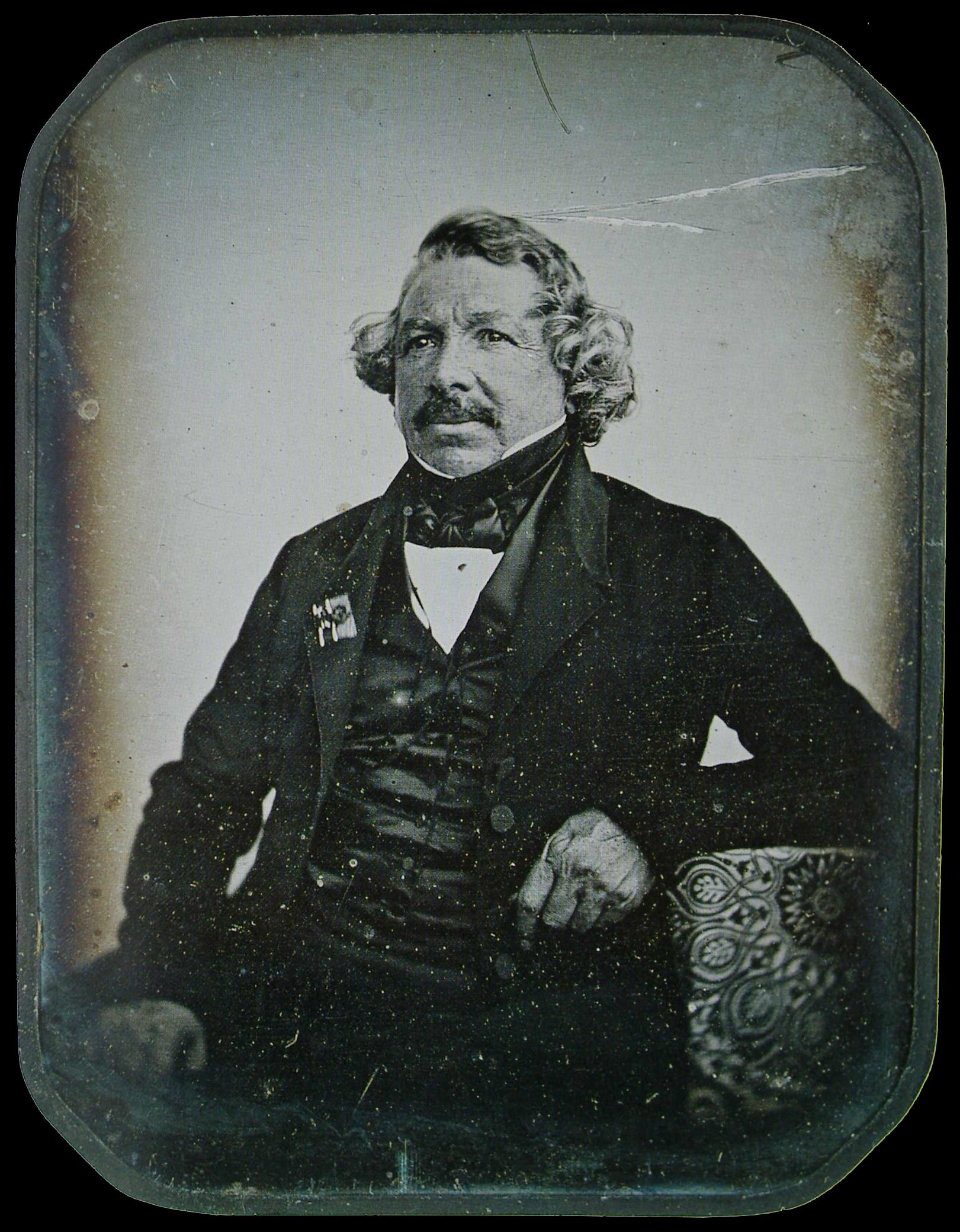
Louis Jacques Mandé Daguerre (1844, Aufnahme von Jean-Baptiste Sabatier-Blot)

Im Jahr 1829 schloss sich Niépce, wohl aus Geldmangel, brieflich mit Louis Daguerre zusammen, um die Erfindung weiterzuentwickeln. Niépce starb vier Jahre später, und Daguerre gelang es nach Niépces Tod erst 1837, eine belichtete, mit Silberiodid beschichtete Silberplatte in Quecksilberdämpfen zu entwickeln und anschließend in warmer Kochsalzlösung zu fixieren. Er verbesserte das Verfahren noch bis 1839, und François Arago, Leiter des Pariser Observatoriums, stellte es schließlich am 19. August 1839 der Pariser Akademie der Wissenschaften und damit der Öffentlichkeit als Daguerreotypie vor.
Daguerres Verfahren erforderte nur noch eine Belichtungszeit von einem Bruchteil einer Stunde, schuf aber lediglich ein Unikat. Die immer noch verhältnismäßig lange Belichtungszeit konnte aber bereits Anfang 1840 ganz erheblich von 15 Minuten unter günstigen Lichtverhältnissen auf 45 Sekunden gesenkt werden, als die aufgrund ihrer Operngläser bekannte und seit 1756 bestehende Wiener Firma Voigtländer das erste analytisch berechnete Objektiv, das Petzvalobjektiv, vorstellte.
Seit 1834 arbeitete auch William Henry Fox Talbot an einem fotografischen Verfahren mit lichtempfindlichem Papier; er bezeichnete es als photogenische Zeichnung. 1840 stellte er das erste Negativ-Verfahren vor, das er als Kalotypie (auch Talbotypie, Talbototypie oder Chartotypie genannt) bezeichnete. Auch Talbots Verfahren benötigte noch lange Belichtungszeiten, sein Papiernegativ ließ sich jedoch beliebig oft reproduzieren.
Aus jenem fiktiven Veröffentlichungsjahr der Fotografie 1839 sind diverse weitere konkurrierende fotografische Verfahren bekannt; so hatte beispielsweise Hippolyte Bayard wohl ebenfalls ein Direktpositiv-Verfahren entwickelt.

### Verbesserung der Verfahren

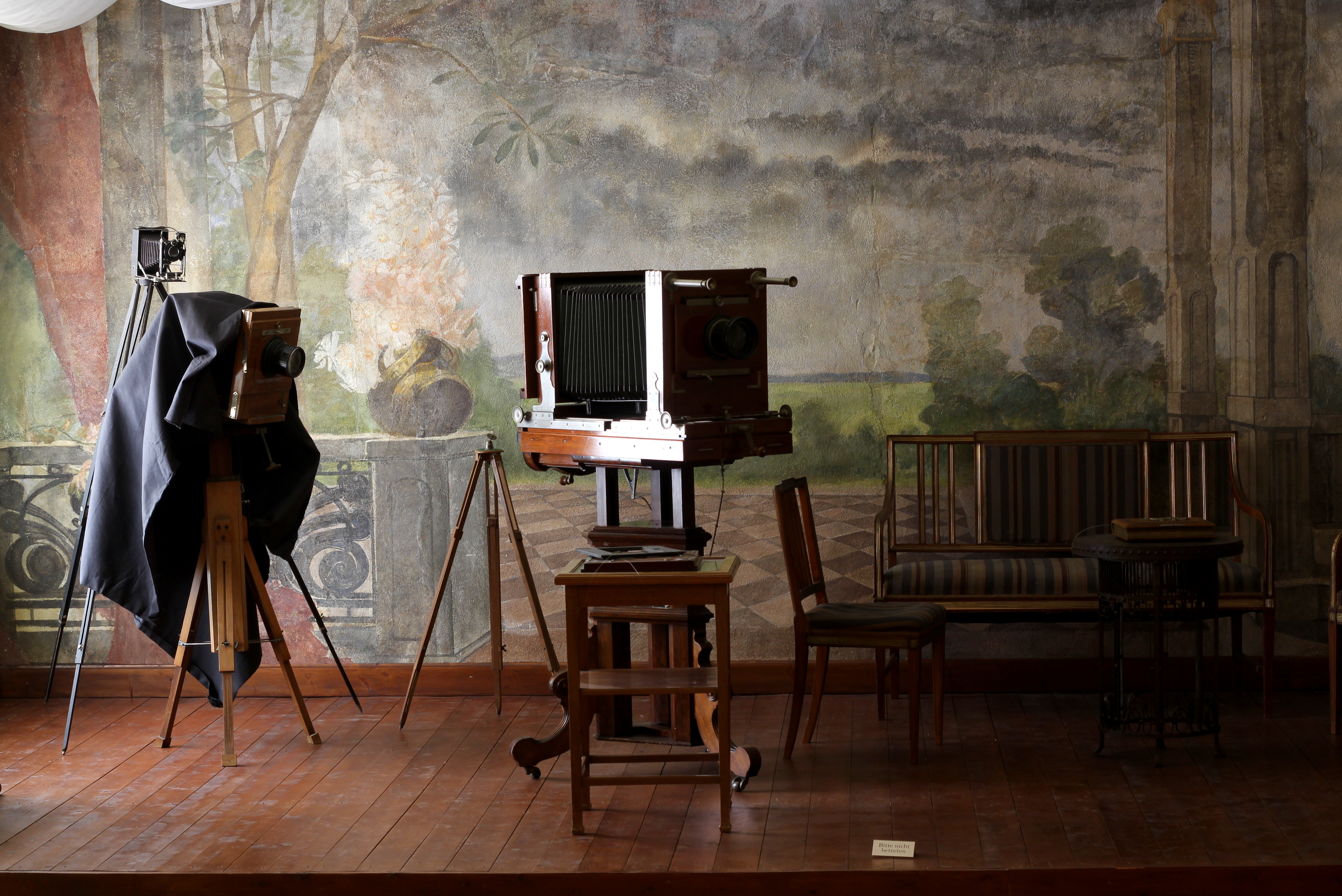
Braunschweigisches Landesmuseum: Photoatelier um 1900 mit verschiedenen Apparaten

Nach 1839 arbeiteten zahllose Forscher an der Verbesserung der fotografischen Verfahren. Weitere lichtempfindliche Silbersalze wurden entdeckt, die Linsen für die Camera obscura wurden verbessert, erste lichtstarke Objektive wurden gebaut (Petzval – Lichtstärke 3,7 für die Voigtländer-Metallkamera). Dadurch konnten die Belichtungszeiten verkürzt werden.
Zu den Verbesserungen der Verfahren zählen die Verwendung von:
- albuminisierten Glasplatten (Abel Niépce de St. Victor, 1847; Albumin-Verfahren),
- albuminisiertem Papier (Louis Désiré Blanquart-Evrard, 1850)
- Wachspapier (Gustave Le Gray, 1850) und der
- Kollodium-Nassplatte (Frederick Scott Archer, 1851; engl. wet plate process).
- Uran-Kollodium (Wothlytypie von Jacob Wothly, 1864)

Die Belichtungszeiten konnten bereits beim Albuminverfahren auf etwa 20 Sekunden reduziert werden. Im Besonderen bei den ab 1860 sich großer Beliebtheit erfeuenden Carte-de-visite (Visitformat) wurden Albumin-Fotopapiere eingesetzt. Die Kollodium-Nassplatte verkürzte die Belichtungszeit weiter auf wenige Sekunden.
Diese Verfahren hatten jedoch noch eine Reihe von Nachteilen:
Die Platten mussten vor Ort vorbereitet und sofort entwickelt werden; das war sehr aufwendig und schränkte die Mobilität der Fotografie ein. Auf Grund des nassen Kollodiumverfahrens musste ein Reisefotograf beispielsweise immer ein Dunkelkammerzelt mit sich führen. Die Fotoschichten waren verschieden empfindlich für die unterschiedlichen Anteile des Lichts (Farben) und überwiegend für Blau sensibilisiert. Das heißt, die Fotografien waren nur begrenzt abbildgetreu und nicht tonwertrichtig. Die Arbeit mit großformatigen Fotoplatten verhinderte Bildfolgen und Reihenaufnahmen.
Ab der zweiten Hälfte des 19. Jahrhunderts wurden auch diese Probleme sukzessive gelöst, so durch Louis-Alphonse Poitevin, der 1855 den Gummidruck und den Pigmentdruck erfand.
Man entwickelte verschiedene Trockenplatten (englisch dry plates), die mit Tanninen, Albumin oder Gelatine beschichtet waren (ab 1856), insbesondere die Gelatine-Trockenplatte (Richard Leach Maddox, 1871). Die industrielle Fertigung begann 1879.
Erste Untersuchungen über ein farbfotografisches Verfahren veröffentlichte Louis Ducos du Hauron 1862. Im Jahr 1868 präsentierte er erste farbige Pigmentdrucke und patentierte verschiedene Farbverfahren.
Im Jahr 1869 erfand Edward Muybridge einen der ersten Verschlüsse. Das ermöglichte einige Jahre später die ersten Reihenaufnahmen von bewegten Motiven (ders, umbenannt in Eadweard Muybridge, 1877). Er setzte dafür bis zu 30 Kameras ein.
Étienne-Jules Marey konstruierte 1883 das fotografische Gewehr, mit dem er eine ganze Serie von Belichtungen auf einer Platte festhalten konnte. Der Chronofotograf mit fester Platte und rotierendem Schlitzverschluss konnte – abhängig von der Belichtungszeit – bis zu hundert Bilder pro Sekunde anfertigen.
Ottomar Anschütz konstruierte 1888 eine Kamera mit Schlitzverschluss für extrem kurze Belichtungszeiten.
Um die Wende vom 19. zum 20. Jahrhundert waren die Voraussetzungen für die panchromatische Tonwertwiedergabe und die Farbfotografie geschaffen. Der Begriff der panchromatischen Sensibilisierung bezog sich zu diesem Zeitpunkt jedoch noch ausschließlich auf schwarzweiße Halbtonvorlagen. Panchromatische Platten waren ab 1906 verfügbar; bei ihnen sind die Fotomaterialien für alle Farben des Lichtspektrums sensibilisiert, was die Voraussetzung für eine tonwertrichtige Wiedergabe in Grauwerten und die Farbfotografie ist.
Durch die Trockenverfahren und die Verkleinerung der Amateurkameras am Ende des 19. Jahrhunderts wurde die Fotografie mobil; außerdem wurde eine industrielle Fertigung des fotografischen Aufnahmematerials möglich, da nun die Fotoplatten auch gelagert werden konnten.

### Formate
Abbildungsformate

### Objektiventwicklung
Mitte der 1860er Jahre wurde begonnen, fotografische Objektive weiterzuentwickeln und zu optimieren. C. A. Steinheil & Söhne erfanden den Aplanaten und John Henry Dallmeyer das Rapid Rectlinear, die aufgrund ihrer symmetrischen Bauweise mit vier Linsen praktisch keine Verzeichnung aufweisen.

### Fotografische Ateliers
Die Porträtfotografie trug zu Beginn stark zur schnellen Verbreitung bei. Sie fand i. d. R. in Räumlichkeiten statt, die bestimmte Voraussetzungen boten. Zu Beginn wurde das Tageslicht genutzt, weshalb viele Ateliers über lichtdurchlässige Glasdächer verfügten. Unterschiedliche Hintergründe, die gemalt worden waren, Tische, Stühle, Balustraden, Vorhänge und Podeste gehörten zum Inventar und wurden zur Bildgestaltung eingesetzt. Die Einführung künstlichen Lichts ermöglichte es, das Fotografieren unabhängig von Tageszeit und -licht durchzuführen.

## Ausstellungen für Fotografie
Eine wichtige Rolle spielten Preise und Auszeichnungen für herausragende Leistungen, die auf den Ausstellungen vergeben wurden. In der Zeit von 1855 bis 1915 zierten oft Abbildungen dieser Auszeichnungen die Rückseiten von Photographien und die Briefbögen von Unternehmen der optischen und chemischen Industrie.

## Industrialisierung

### Allgemeines

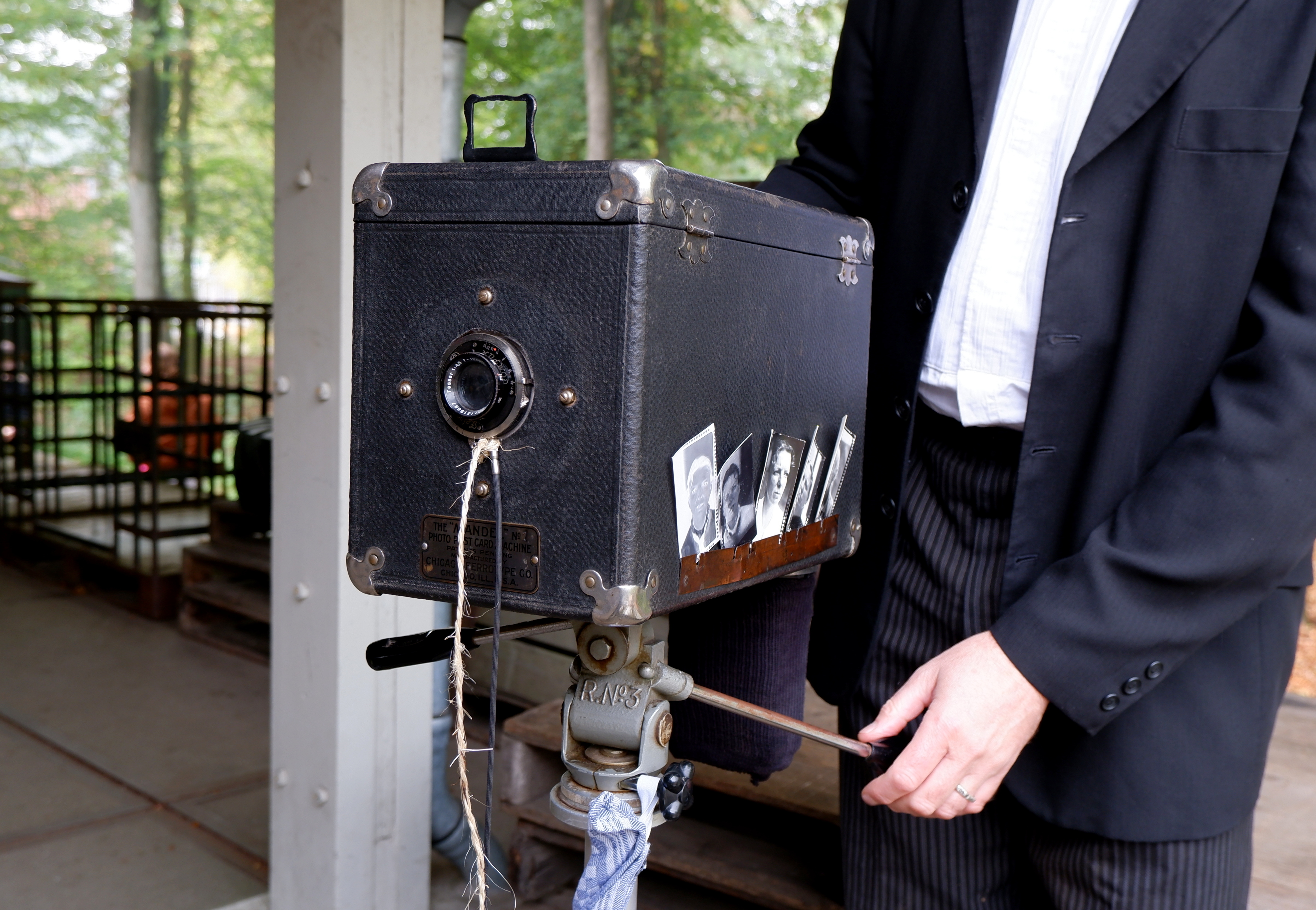
Handliche Kamera für Sofortbilder, benutzt von Straßenfotografen, die ihre Kunden in Wartezeit bedienen konnten. Diese Mandel Photo Postcard Machine wurde zwischen 1911 und 1930 produziert, es gab vergleichbare Apparate anderer Hersteller.

Die Industrialisierung der Fotografie setzt zumindest ein Minimum an Standardisierung voraus; diese Entwicklung begann um 1888 mit der ersten in größerem Maßstab industriell gefertigten Rollfilmkamera, der Kodak Nr. 1. Der Apparat war klein, leicht, mit einem Verkaufspreis von 25 Dollar jedoch vergleichsweise teuer; fotografiert wurde zunächst auf dem papierbasierten Stripping-Film und später auf dem zelluloidbasierten American Film mit jeweils hundert runden Bildern.
Die ersten Handkameras waren nicht nur handlicher und preiswerter als die schon vorher als Reisekameras genutzten Klapp-, Falt- und Balgenkameras, sondern setzten auch eine Verarbeitungskette voraus. Neben der Durchsetzung des Rollfilms am Markt ist der Entwicklungsdienst eine wichtige Erfindung, die Eastman in die Fotografie einbrachte.
Getreu dem Motto „You press the button, we do the rest“ musste der Fotograf bei diesem Konzept nichts weiter tun als Motive zu suchen, auf den Auslöser zu drücken und später dann die fertigen Papierbilder zu betrachten: Eastman bot in den USA einen Entwicklungsdienst für 10 Dollar, bei dem man die Kamera samt abgeknipstem Film einschickte; nach Verarbeitung im Labor erhielt man nach etwa einem Monat dann die Kamera mit entwickelten Papierabzügen zurück, in die Kamera war dann bereits vom Labor ein neuer Film eingelegt worden. Die Papierbilder wurden nicht vergrößert, sondern entsprachen in ihren Abmessungen der Negativgröße. Lokale Fotohändler lieferten in Europa einen vergleichbaren oder sogar besseren Service, bei dem die Verarbeitung auch deutlich schneller und teilweise auch preiswerter erfolgte; in Deutschland konnte man um 1890 für den Preis der Kodak Nr. 1 (120 Mark) eine Plattenkamera wie Dr. R. Krügener's Taschenbuchkamera von der Firma Haake & Albers in Frankfurt am Main (60 Mark) und ein einfach ausgestattetes, aber komplettes heimisches Fotolabor (ebenfalls etwa 60 Mark) erwerben. 100 Trockenplatten kosteten etwa 5 Mark.
Die Kodak Nr. 1 war also keineswegs die erste Handkamera; bereits 1881 wurde beispielsweise die so genannte Detektivkamera von Thomas Bolas konstruiert und zum Patent angemeldet. Eine weitere handliche Kamera aus jener Zeit war Stirn’s Photographische Geheimkamera, die ab 1886 vertrieben wurde.

### Massenmarkt
Eastman begann mit der Kodak Nr. 1 und dem vereinfachten Verarbeitungsverfahren, vor allem jedoch durch eine aggressive Vermarktung, der Fotografie einen Massenmarkt zu erschließen. Sein Entwicklungsdienst war der erste Schritt, die Fotografie für jedermann zu erschließen. Die Meilensteine in diesem Prozess waren:
- Mit der Erfindung des Stripping-Films auf Papierbasis (1884) wurden fotografische Platten ersetzbar.
- Mit dem Ersetzen des Papiers durch Zelluloid als Trägermaterial (American Film) wurde ab 1889 die Verarbeitung von Film vereinfacht.
- Die Einkapselung des Rollfilms (1891) ermöglichte es, den Entwicklungsdienst durch die Möglichkeit des Filmwechsels bei Tageslicht zu umgehen.
- Ab 1900 stellte die deutsche Aktien-Gesellschaft für Anilin-Fabrikation (kurz AGFA) Rollfilme für die Tageslichtwechslung in industrieller Produktion her.
- Verbesserungen der Schärfe und Verringerung der Körnigkeit der fotografischen Emulsionen ermöglichten die Verkleinerung des Filmformates.
- Thomas Alva Edison führte 1891 [?] die Perforation von 35-mm-Film ein, der fortan als Kinofilm und Kleinbild-Film (135er) in der Fotografie genutzt wird.

### Automatisierung
Bereits in den 1930er Jahren wurde vereinzelt eine Belichtungsmessung in die Kameras integriert. Dadurch wurde der externe Handbelichtungsmesser oder das Schätzen der Zeit-Blenden-Kombination überflüssig. Die Exakta B war 1935 die erste Kamera mit eingebauter Blitzsynchronisation (für Osram Vacublitz Blitzbirnen). Kodak brachte 1938 in den USA mit der Super Kodak Six-20 die erste Kamera mit Belichtungsautomatik auf den Markt. Es handelte sich um eine Klappkamera mit eingebautem Selen-Belichtungsmesser und Blendenautomatik.
Ab den 1950er Jahren gelangten elektrische Elemente in die Fotokameras. Nikon lieferte für das Modell Nikon SP den ersten serienmäßig ansetzbaren Elektromotor (Motorantrieb) S-36 mit Batteriebetrieb.
Mit dem Eindringen von Kameraherstellern aus Fernost wurden die noch überwiegend mechanisch funktionierenden Apparate zunehmend automatisiert und elektronische Elemente zur Kamerasteuerung integriert. Ab Mitte der 1960er Jahre tauchten die ersten Kameras mit einer Belichtungsmessung durch das Objektiv (Through-the-lens, TTL) wie beispielsweise die Canon FX auf. Die ersten Kameras mit elektronisch gesteuertem Zentralverschluss erschienen (beispielsweise Minolta Electro-Shot, 1965). Die erste Spiegelreflex-Systemkamera mit Mehrfachbelichtungsautomatik stellte Minolta 1978 mit der XD-7 vor; ein kybernetisches System mit Computerschaltungen aus monolithischen LS-ICs und Hybrid-ICs steuerte zahlreiche Kamerafunktionen.
Auch das Fokussieren wurde automatisiert; 1971 zeigte Nikon den Prototyp eines Wechselobjektivs mit Autofokus, das Nikkor 1:4,5/85 mm gelangte jedoch nie in den Handel. 1977 präsentierte Konica mit der C35-AF die erste Kleinbild-Sucherkamera mit passivem Autofokus. Das erste aktive Autofokus-System auf der Basis einer Infrarot-Entfernungsmessung vermarktete Canon ab 1979 mit der AF35M, die auch als Autoboy bekannt ist.
Der zunehmenden Proprietarisierung der Zubehörprodukte versuchte das SCA-Adaptersystem von Metz entgegenzuwirken; es ermöglichte die Verwendung eines SCA-Blitzes mit verschiedenen proprietären Steuerungsinformationen über ein kameraspezifisches Adaptersystem an den Kameras unterschiedlicher Hersteller.
1985 landete Minolta einen Coup ersten Ranges, als mit der Minolta 7000 und 9000 die ersten Kleinbild-Spiegelreflexkameras mit Autofokus präsentiert werden konnten, Jahre bevor die Konkurrenz vergleichbare Systeme marktreif hatte; Nikon lizenzierte die Autofokus-Technologie und brachte bereits ein Jahr darauf die Nikon F-501 auf den Markt, während Canon auf eine Eigenentwicklung setzte und die ersten AF-Modelle erst 1987 präsentieren konnte (Canon EOS 650 und EOS 620). Ein Jahr später folgte mit der Minolta Dynax 7000i bereits die zweite Generation der AF-Kameras von Minolta mit „vorausberechnendem“ Autofokus, drei AF-Sensoren und der Fähigkeit zur Bewegungserkennung.
1990 entwickelte Kodak mit der Kodak DCS – einer erweiterten Nikon F3 – das erste vollständig digitale Kamerasystem, bei dem die analoge Bildinformation vom CCD-Sensor sofort einem Analog-Digital-Wandler zugeführt, in digitaler Form gespeichert und nun anschließend auch mittels EBV weiter verarbeitet werden konnte (drehen, spiegeln, skalieren, verfremden etc.).
Im August 2008 wurde mit der Panasonic LUMIX DMC-G1 die erste digitale Systemkamera mit Live-View ohne Schwingspiegel vorgestellt.

### Farbfotografie

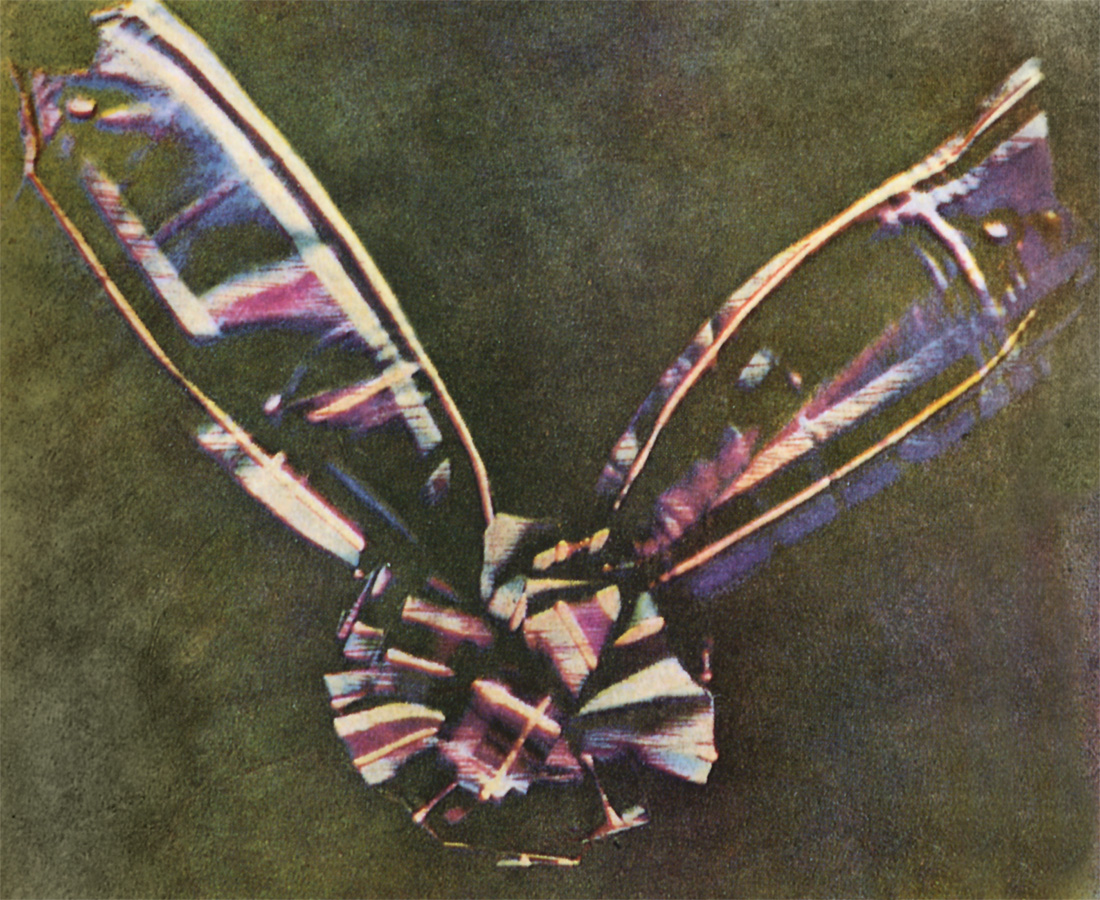
Diese Abbildung eines Tartan-Bands, die James Clerk Maxwell 1861 vorführte, gilt als die erste Farbfotografie.

Die Farbfotografie basiert auf Experimenten aus der Frühzeit der Fotografie. So arbeitete bereits 1860 Niépce de Saint-Victor an einem Verfahren, alle Farben auf einer einzigen lichtempfindlichen Schicht aufzuzeichnen (Heliochromie).
Im Jahr 1861 veröffentlichte der schottische Physiker James Clerk Maxwell das erste Farbfoto als Nachweis für die Theorie der additiven Farbmischung, die auf der Young-Helmholtzschen Farbtheorie basiert. Die Vorführung der additiven Farbmischung (Additionsverfahren) basierte auf drei Diapositiven, die durch drei Farbfilter (Rot, Grün und Blau) fotografiert worden waren und durch entsprechende Filter deckungsgleich projiziert wurden.
Entsprechende farbfotografische Verfahren wurden parallel von Louis Ducos du Hauron und Charles Cros seit etwa 1862 entwickelt und 1868 gleichzeitig präsentiert. Allerdings konnte nur du Hauron ein patentiertes und praktikables Verfahren vorführen. Du Haurons Verfahren basierte auf Bromsilber-Kollodiumplatten und ergab Pigment-Diapositive. Beide Verfahren basieren jedoch auf dem Prinzip der Dreifarbigkeit (Trichromie).
Die orthochromatische Sensibilisierung des Negativmaterials gelang erstmals Hermann Wilhelm Vogel 1873; dabei wurde das Aufnahmematerial neben Blau auch für die Grün- und Gelbanteile des Lichts sensibilisiert.
Eine andere Interferenzmethode entwickelte Gabriel Lippmann, die er 1891 unter der Bezeichnung Methode der Photographie in Farbe mittels Interferenzmethode veröffentlichte. Für diese Entdeckung erhielt Lippman 1908 den Nobelpreis.
Die Brüder Auguste und Louis Lumière stellten 1904 die Autochrom-Platten vor, die mit orangerot, grün und violett eingefärbten Stärkekörnchen aus Kartoffeln und einer Bromsilber-Gelatine-Emulsion arbeiteten; die Stärkekörnchen wirkten dabei als rasterartiger Filter.
Die ersten Dreischichtenfilme wurden 1936 von Agfa und Kodak auf den Markt gebracht. Nach diesem Verfahren funktionieren Farbfilme prinzipiell bis heute.

### Konkurrenz aus Fernost
In den 1920er Jahren wurden in Japan die ersten Kamerahersteller gegründet, so beispielsweise Minolta (1928, damals noch Nichidoku Shashinki Shōten, „japanisch-deutsches Kamerageschäft“). Die Hersteller bauten zunächst nur deutsche Markenprodukte nach und fertigten diese zu extrem günstigen Preisen. Das betraf zunächst überwiegend die hochpreisigen Mittelformatkameras, bald jedoch auch die hochwertigen Kleinbildkameras.
Während die Billigkonkurrenz aus Fernost zunächst nicht ernst genommen wurde, stieg die Qualität der Produkte Made in Japan ab den 1950er Jahren mit zunehmendem Fertigungs-Know-how und ein Verdrängungswettbewerb setzte ein, in dessen Verlauf viele deutsche Traditionsunternehmen wie Voigtländer in Konkurs gingen.

### Boxkamera

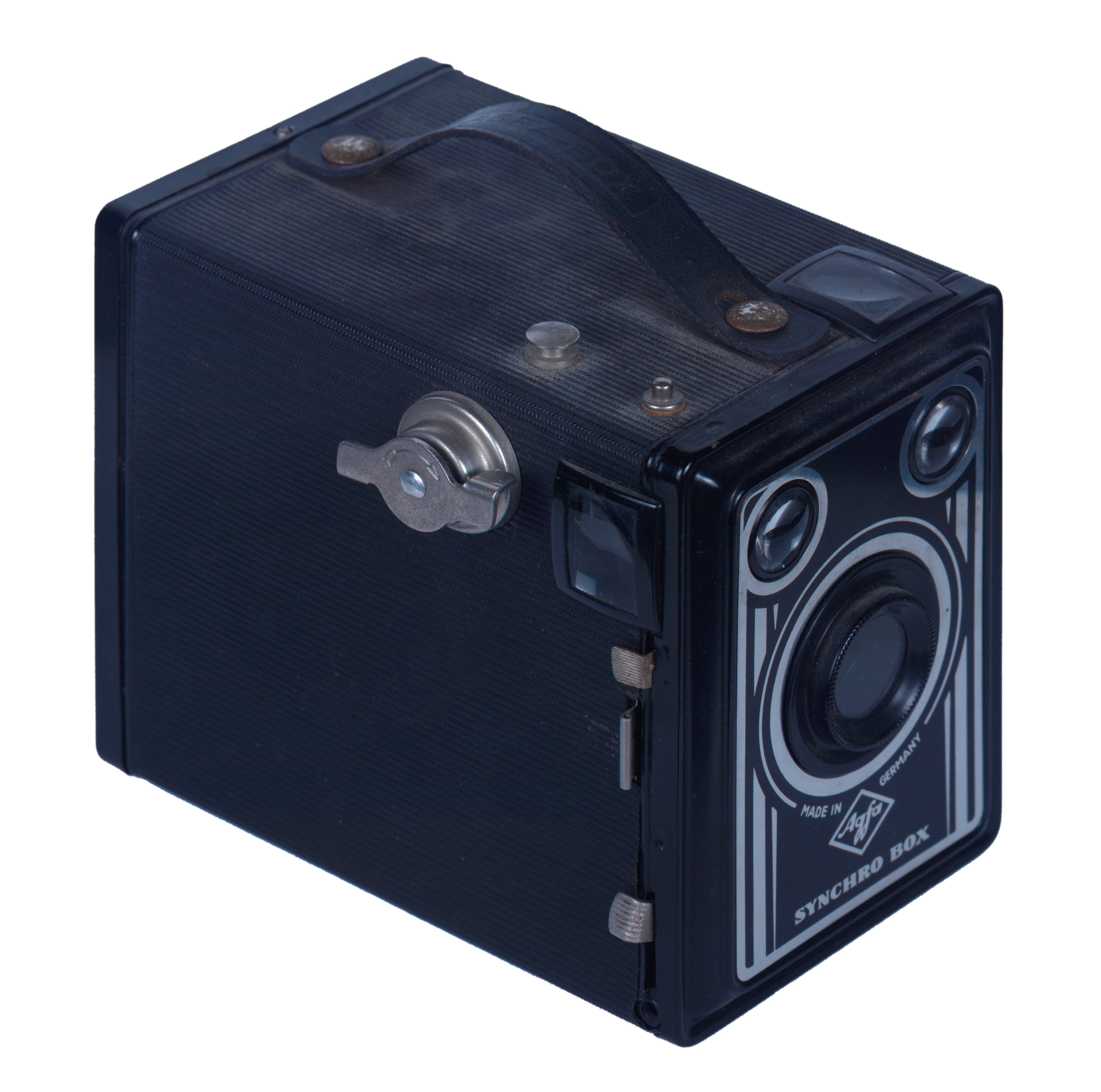
Agfa Synchro Box

Die Amateurfotografie ab Ende des 19. Jahrhunderts ist gekennzeichnet durch die so genannten Boxkameras. Das Konzept wurde ursprünglich in den USA entwickelt: eine möglichst einfach zu bedienende, preiswert herzustellende Kamera, die mit Rollfilm arbeitete.
Zu den frühen Boxkameras zählt beispielsweise die Brownie Nr. 2 der Eastman Company aus dem Jahr 1901; sie nahm Bilder im Format 6×9, also einem klassischen Mittelformat auf.
In Deutschland gelang es ungefähr ab 1915, konkurrenzfähige Rollfilme herzustellen. Circa 1916 tauchten deutsche Box-Vorläufer wie Ernemanns Film-K-Modelle auf. Der Siegeszug der Boxkameras setzte in Deutschland etwa zehn Jahre später ein, als Ica 1924 die Onix vorstellte. In den folgenden Jahren kam eine Flut von Boxkameras auf den Markt; die meisten Hersteller sind heute nur noch in Sammlerkreisen und bei Fotohistorikern bekannt. Ihre Namen: Goerz, ESPI, Balda, Eho, Beier, Certo, Bilora und andere.
Agfa produzierte preiswerte Boxen und setzte in Verbindung mit einer spektakulären Marketing-Aktion innerhalb weniger Monate rund 900.000 der so genannten Preis-Boxen um. Die Aktion, bei der Kameras für vier Mark abgegeben wurden, sollte eigentlich den Umsatz an den hauseigenen Filmen ankurbeln, die Mitbewerber boten jedoch bald auch vergleichbar preiswerte Produkte an. Bis heute ist ungeklärt, wie sich die Dumping-Produktion für die Agfa-Konkurrenz ohne Quersubventionierung rechnen konnte.
Zeiss Ikon übernahm mit der Eingliederung von Goerz im Jahr 1926 deren Tengor Box (1924–1926) und bediente damit ein höherpreisiges Marktsegment hochwertiger Boxkameras mit einem Achromaten („Goerz Frontar“, 2 verkittete Linsen), spätere Modelle verfügten über drei Schärfebereiche durch Einschwenken von Vorsatzlinsen vor dieses Fixfoxus-Objektiv.
Während des Zweiten Weltkrieges wurde die Fotoindustrie auf Rüstungsprodukte umgestellt, und die einheimische Fotowirtschaft brach weitgehend zusammen. Erst nach dem Krieg wurde ab etwa 1948 die Produktion wieder aufgenommen. Alte und neue Hersteller (wie Vredeborch, Carl Braun, Friedrich Linden und Adox) läuteten einen Frühling der Boxkameras ein, der bis in die 1960er Jahre anhielt; danach wurden die Boxkameras durch Kompaktkameras für Kleinbildfilm und neue Bauformen wie Instamatic- und Pocketkameras verdrängt.

### Mittelformatfotografie
Die auf dem Rollfilm basierenden Mittelformatkameras haben ihre Wurzeln in den vergleichsweise kompakten Kameras der 1870er Jahre.
Papier als flexibler Schichtträger wurde bereits um 1816 bei den frühen fotografischen Experimenten von Joseph Nicéphore Niépce verwendet, 1840 nutzte William Henry Fox Talbot Papiernegative zur Anfertigung seiner Salzpapierpositive. Der Papierfilm ist daher keine Erfindung von George Eastman oder William Walker, obwohl sie 1884 den sogenannten Stripping-Film zum Patent anmeldeten.
Der erste Film mit Zellulose als Schichtträger wurde 1868 von John Wesley Hyatt hergestellt und in den USA patentiert. Ein verbesserter Zelluloidfilm wurde 1887 von Hannibal Goodwin für Thomas Alva Edison entwickelt und ebenfalls patentiert. George Eastman ignorierte die vorhandenen Patente und führte bis 1898 einen Rechtsstreit, zu dessen Abschluss er zu einer hohen Schadensersatzzahlung an Goodwin verurteilt wurde. Das aggressive Vorgehen Eastmans ermöglichte es seinem Unternehmen jedoch, bis Ende des 19. Jahrhunderts eine marktbeherrschende Stellung aufzubauen und eine wahrheitswidrige Geschichtsschreibung zu begünstigen.
Die Mittelformatfotografie mit ihren heute bekannten Bauformen setzte 1928 ein, als die Braunschweiger Firma Franke & Heidecke die Rolleiflex präsentierte; dabei handelte es sich um eine zweiäugige Spiegelreflexkamera für das klassische Mittelformat 6 × 6 cm. Preiswertere Varianten erschienen 1933 mit der Rolleicord und Ende der 1950er Jahre mit einer Rolleiflex für das Format 4 × 4 cm.
Ab etwa 1940 tauchte Victor Hasselblad in der Geschichte des Mittelformats auf: Er konstruierte in Göteborg im Auftrag der schwedischen Regierung die HK 7 mit dem Aufnahmeformat 7 × 9 cm auf 80-mm-Film sowie 1941 die SKa 4 für die schwedische Luftwaffe. Zwischen 1941 und 1945 lieferte Hasselblad insgesamt 342 Kameras an das Militär. Das so erworbene Fertigungs-Know-how setzte er ein, um ab 1948 einäugige Spiegelreflexkameras für Privatkunden herzustellen. Die klassische Hasselblad 1600F mit Metallschlitzverschluss und Wechselmagazinen für das Format 6 × 6 cm entstand damals. Sie wurde 1952 durch das verbesserte Modell 1000F abgelöst, das die „Fotolegende“ Hasselblad begründete.

### Kleinbildfotografie
In der langen Entwicklungszeit der fotografischen Kamera wurden aus den mehrere Kilogramm schweren, unförmigen Fotokästen der fotografischen Frühzeit immer kleinere, leichtere und komfortablere Kameras.
Für diese Entwicklung gab es drei entscheidende Einflüsse:
- Mit der Einführung des Rollfilms (ab 1848 auf Papierbasis, ab 1888 auf Zelluloidbasis) wurde das Aufnahmematerial kompakter und vor allem flexibler.
- Mit der Einführung von lichtempfindlichen Filmemulsionen wurde es möglich, das Negativ zu vergrößern; das ermöglichte kleinere Aufnahmeformate und damit auch auf kompaktere Kameras.
- Der enorme Erfolg der Amateurfotografie veranlasste die Kameraindustrie zum Bau einfacherer und handlicherer Fotoapparate, um immer größere Märkte erreichen zu können.

Vorläufer der Kleinbildkameras waren die so genannten Handkameras wie die Detektivkamera von Thomas Bolas (1881) und der Kodak von George Eastman (1888).
Als erste Kleinbildkamera nach heutiger Definition entwickelte Oskar Barnack, ein Mitarbeiter der Optischen Werke Ernst Leitz in Wetzlar, die legendäre Leica (Leitz Camera). Barnack hatte die Kamera seit 1913 entwickelt und stellte sie erstmals auf der Leipziger Frühjahrsmesse 1925 der Öffentlichkeit vor.
Der ursprüngliche Zweck des Apparates war es, kurze Filmstreifen unabhängig von der großen Filmkamera zu belichten, um die Ausleuchtung einer Szene vor dem Dreh überprüfen zu können (Standfotos). Das Kleinbildformat von 24 × 36 mm ergab sich damals aus der Verdopplung des Stummfilm-Kinoformats (18 × 24 mm). In der Fotografie handelt es sich dabei um das am weitesten verbreitete Filmformat, sowohl für Sucherkameras als auch für Spiegelreflexkameras.
Die 1933 vorgestellte Contax I von Carl Zeiss verfügt über ein versenkbares Objektiv und belichtet 36 Aufnahmen auf Kleinbildfilm; 1936 folgt die Contax 2.
1933 wird mit der Konstruktion der ersten Spiegelreflexkamera für das Kleinbildformat begonnen; die Kine-Exakta der Firma Ihagee aus Dresden kommt 1936 auf den Markt.
In der Sowjetunion erscheint ein ähnliches Modell, welches 1934 vorgestellt und ab 1936 unter dem Namen GELVETA hergestellt wurde. Dieses Modell wurde später in SPORT umbenannt. Bis zum Einmarsch der deutschen Wehrmacht im Jahr 1941 sollen von diesen Kameras rund 16.000 Exemplare ausgeliefert worden sein.
Auch das japanische Unternehmen Canon stellte ab 1934 Kleinbildkameras vor. Die erste japanische Kleinbildspiegelreflexkamera war 1952 die Asahiflex von Pentax.

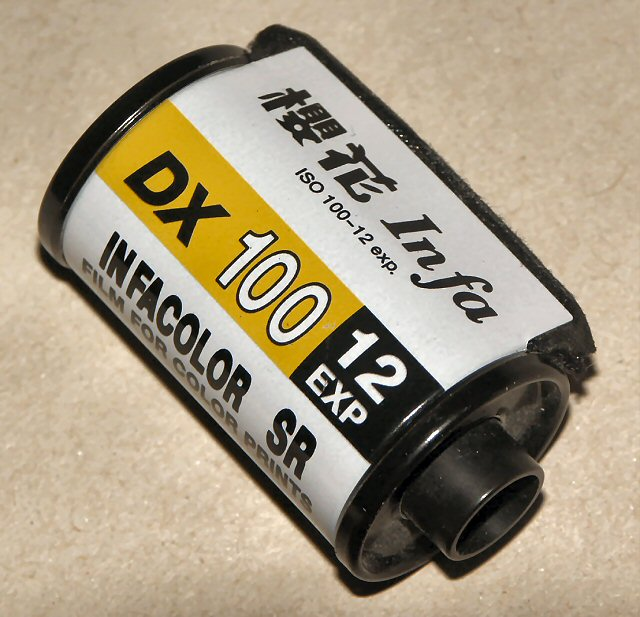
Infacolor Kleinbild-Farbnegativfilm, 12 Bilder

Kodak (Stuttgart) führte 1934 gemeinsam mit der Retina Kleinbildkamera die 135-Filmpatrone/Kassette ein. Die Retina Kamera und die zugehörige Filmpatrone wurden im Dr. Nagel Kamerawerk in Stuttgart entwickelt, das 1931 von Kodak übernommen wurde. Die Patrone konnte auch in den damals produzierten Leica und Contax Kameras verwendet werden. Nach dem Zweiten Weltkrieg setzte sich die 135-Filmpatrone weltweit bis heute als Standard für das Kleinbildformat durch und wurde in der ISO 1007 genormt.
Neben der von Kodak 1934 eingeführten 135-Filmpatrone wurde von AGFA, die damals zur I.G.-Farben gehörte, 1939 die Karat-Filmpatrone mit beidseitig perforierten 35mm Kleinbildfilm für die Karat-Kleinbildkameras eingeführt. In der Nachfolge brachte AGFA 1963 mit anderen beteiligten Unternehmen die Rapid-Patrone auf den Markt. ORWO (Wolfen) führte 1965 die vom Format kompatible SL-Kassette ein. Die drei Formate Karat, Rapid und SL werden jedoch von Filmherstellen nicht mehr angeboten. Vorhandene Kassetten können mit 35 mm Kleinbildfilmstreifen der Länge 60 cm bestückt werden und in entsprechenden Kameras, wie z. B. der ISO-Rapid, weiterhin verwendet werden.
Anfangs belächelt, ermöglichte die 35-mm-Kamera eine mobile, schnelle Fotografie. Das begründete die moderne Reportage- und Reisefotografie. Zu den Fotografen, die ausschließlich mit Leicas und Kleinbildfilm arbeiteten, gehört beispielsweise Gisèle Freund.
Den Höhepunkt ihrer Verbreitung erreicht die Kleinbildfotografie 1971, als allein in Deutschland 800.000 Kleinbildspiegelreflexkameras verkauft werden.

### Kleinstbildfotografie
Die moderne Kleinstbildfotografie beginnt 1936 mit der Entwicklung der ersten Kamera für das Format 8x11 mm: die Ur-Minox von Walter Zapp in Riga, Lettland. 1938 geht die MINOX 'Riga' in Serie. Ab 1948 wird die MINOX A als erste Kleinstbildkamera »Made in Germany« von Minox in Wetzlar gefertigt.
Das Format 8 × 11 mm hatte jedoch Carl August von Steinheil bereits 1839 für seine Miniaturkamera verwendet.

### Kodak Instamatic und Agfa Rapid
Das Instamatic-System wurde in den 1960er Jahren eingeführt; es basierte auf einem Kassettenfilm von Kodak und verwendete 126er-Film. Es hielt sich bis in die 80er Jahre. Heute sind keine Filme mehr für dieses System am Markt.
Als Konkurrenzsystem versuchte Agfa, die Karat-Patrone zu etablieren. Diese war mit der Kamera Agfa Karat im
Jahr 1937 auf den Markt gekommen und wurde unter dem neuen Namen Rapid-Patrone vermarktet. Das System war dem Instamaticfilm zwar technisch überlegen, hatte jedoch keinen großen Erfolg; es verschwand in den 70er Jahren vom Markt.
Spätere Versuche, Kassetten-basierte Systeme zu etablieren, waren das Pocket-, Kodak-Disc- (ab 1982) und das APS-System (ab 1996).

### Pocket-Kameras
Die historischen Vorläufer der Pocketkamera sind die ersten tragbaren Fotoapparate, die so genannten Handkameras aus den 1870er Jahren; funktional verwandte Bauformen waren auch die Boxkameras, die Westentaschenkameras, die Magazinkameras und die Kassettenkameras sowie im 20. Jahrhundert dann die Instamatic-Kameras.
Ein weiterer naher Verwandter der modernen Pocketkameras stammt von Kodak; George Eastman hatte 1894 von Samuel N. Turner eine Lizenz für ein Patronen-Film-System erworben; darauf aufbauend brachte Eastman ab 1895 die Kameras der Pocket-Kodak-Serie heraus; dabei handelte es sich um einige der ersten Kameras, die eine Tageslichtwechselung des Films ermöglichten.
Das Pocket-Format selbst wurde 1972 mit der Pocket Instamatic 110 von Kodak eingeführt.
Heute sind Pocketkameras weitgehend in Vergessenheit geraten; das reicht so weit, dass kompakte Digitalkameras als Pocketkamera tituliert werden, obwohl diese natürlich keinen Pocketfilm verwenden.

### Kodak Disc

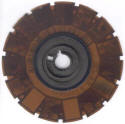
Geöffneter Disc-Film („Negativ“)

Das 1982 eingeführte Kodak-Disc-System war ein Versuch, den Kleinbildfilm als Standard-Aufnahmematerial abzulösen und den Absatz von fotografischen Produkten anzukurbeln.
Disc-Filme sind mit einer Plastikhülse ummantelt, die einer 3,5"-Diskette ähnelt; im Gegensatz zu Instamatic-, Pocket- oder Minox-Kleinstbildfilm gibt es jedoch weder einen Filmstreifen noch eine Spule, da der Filmträger kreisförmig um einen Plastikkern aufgebracht ist.
Das System war nur wenige Jahre auf dem Markt und verschwand Ende der 1980er Jahre restlos. Heute sind keine Disc-Filme mehr im Handel erhältlich.

### Advanced Photo System
Das Advanced Photo System (APS) war der Versuch einer umfassenden Modernisierung der Fototechnik. Die Hybridtechnologie des APS wurde offiziell am 22. April 1996 von den Kamera- und Filmherstellern Canon, Fujifilm, Kodak, Minolta und Nikon vorgestellt.
Bei APS handelt es sich nicht nur um ein neues Filmformat, es wurde vielmehr versucht, vor allem in drei Aspekten fototechnische Neuerungen einzuführen: neues Filmmaterial, neuartige Kameras und optimierte Laborverarbeitung.
Das APS-Format konnte sich am Markt nicht durchsetzen und hat seit dem Dominieren von Digitalkameras im Consumer-Segment nahezu keine Bedeutung mehr; die meisten Kamerahersteller haben ihre APS-Modellreihen zwischen 2001 und 2002 eingestellt oder lassen diese auslaufen. Auch Kodak, einer der Initiatoren von APS, hat die Produktion von APS-Kameras Ende 2004 eingestellt.
Diverse mit APS eingeführte Neuerungen wurden jedoch in neuere Kleinbildkameras übernommen, so beispielsweise die Möglichkeit zum komfortablen Auswechseln eines teilweise belichteten Films (Mid-Roll-Change beziehungsweise Mid-Reload) sowie der Index Print.
Auch in Digitalkameras finden sich verschiedene Konstruktionsmerkmale der kompakten APS-Kameras wieder, und das Exif-Dateiformat zeichnet dieselben Informationen auf, die auch mit den PQI-Daten bei APS gespeichert werden konnten.

## Digitalfotografie
Der erste CCD-Chip wurde 1970 von den Bell Laboratories entwickelt. Den ersten kommerziellen CCD-Sensor stellte Fairchild Imaging 1973 vor; er hatte eine Auflösung von 0,01 Megapixeln (100×100 Pixel).

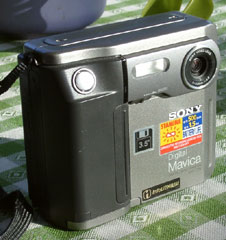
Sony Mavica mit 90-mm-Diskette als Speichermedium und VGA-Auflösung (zirka 1998)

Ab Mitte der 1980er Jahre erschienen die ersten kommerziell erhältlichen Digitalkameras, die noch als Still-Video-Kameras bezeichnet werden; als erstes Modell gilt eine Kamera die Steve Sasson für Kodak erfand, das erste kommerzielle Produkt ist die Fairchild MV-101 die 1973 auf den Markt kam.
Ab 1991 gewann die Digitalfotografie zunehmend an Bedeutung durch die Vorstellung erster Profi-Kameras (Digital Camera System oder DCS, eine Gemeinschaftsentwicklung von Kodak und Nikon). Die erste professionelle Kleinbild-Spiegelreflexkamera von Minolta folgte 1995 mit der Minolta RD-175 in 3-CCD-Technik und einer Auflösung von 1,75 Megapixeln.
1992 führte Kodak mit der Kodak Photo CD ein Hybridsystem ein, bei dem Bilder mit konventionellen Fotoapparaten erzeugt, die Bilder dann jedoch digitalisiert und auf CD-R ausgeliefert werden.
In den folgenden Jahren wurde die Bildauflösung der digitalen Fotoapparate kontinuierlich gesteigert; im Jahr 2004 galten fünf Megapixel als Standard, hochwertige Apparate lieferten Auflösungen zwischen sechs und 39 Megapixeln, die auch Ausbelichtungen in Postergrößen ermöglichten.
Die Technik der Digitalen Fotografie revolutionierte auch die Möglichkeiten der Digitalen Kunst, insbesondere auch durch die Technik der Fotomanipulation.
Infolge der Einführung von digitalen Aufnahme- und Bearbeitungstechniken wurden verschiedene Dateiformate wie JPEG und TIFF für die Speicherung der Bilddateien entwickelt. Insbesondere durch Kompressionsverfahren konnte die Bildgröße digitaler Bilder erheblich verkleinert werden; erst durch Kompression wurde die Einbindung von Bildern im Internet attraktiv.
Das beginnende 21. Jahrhundert ist gekennzeichnet durch eine Verdrängung von analoger Fototechnik zugunsten digitaler Verfahren und durch eine Konvergenz von Computertechnik, Videotechnik und digitaler Fotografie.
Im Heimanwenderbereich haben sich Digitalkameras ab etwa 2003 durchgesetzt; in diesem Jahr wurden erstmals mehr Digitalkameras als analoge Apparate verkauft. Gleichzeitig setzte ein großes Angebot von entsprechenden Produkten ein: Im Jahr 2003 waren bis Jahresende insgesamt 1.463 neue Kameramodelle vorgestellt worden. Einige Jahre später setzten sich auch im Bereich der Spiegelreflexkameras digitale Geräte durch. Im Herbst 2008 wurde von Panasonic die erste Systemkamera für Heimanwender mit elektronischem Sucher und ohne Schwingspiegel, die Panasonic LUMIX DMC-G1 sowie mit Wechselobjektiven, vorgestellt und in den Markt eingeführt.
Digitalkameras werden seit Anfang des 21. Jahrhunderts auch zunehmend in andere Geräte integriert:
- Viele Mobiltelefone besitzen seit 2005 eine eingebaute Digitalkamera (Smartphones).
- Für Personal Digital Assistants sind externe Handy-Module verfügbar, oder eine einfache Digitalkamera ist in den PDA integriert.
- Video-Camcorder besitzen Fotofunktionen, die ähnlich wie Digitalkameras arbeiten und umgekehrt verfügen zunehmend Digitalkameras über die Fähigkeit, Videosequenzen (Movies, Videos) guter Qualität aufzuzeichnen.

Umgekehrt hat sich aber auch die Videofunktion von Digitalkameras immer weiter entwickelt, so dass im September 2012 mit der Panasonic Lumix DMC-GH3 eine Systemkamera mit den Fähigkeiten einer digitalen Kinokamera vorgestellt wurde.

## Analogfotografie

### Begriff
Zur Abgrenzung gegenüber den neuen fotografischen Verfahren der Digitalfotografie tauchte zu Beginn des 21. Jahrhunderts der Begriff Analogfotografie oder stattdessen auch die bereits veraltete Schreibweise Photographie wieder auf.

### Allgemeines
Eine Fotografie kann weder analog noch digital sein. Lediglich die Bildinformation kann punktuell mittels physikalischer, analog messbarer Signale (Densitometrie, Spektroskopie) bestimmt und gegebenenfalls nachträglich digitalisiert werden.
Nach der Belichtung des Films liegt die Bildinformation zunächst nur latent vor. Gespeichert wird diese Information nicht in der Analogkamera, sondern erst bei der Entwicklung des Films mittels chemischer Reaktion in einer dreidimensionalen Gelatineschicht (Film hat mehrere übereinander liegende Sensibilisierungsschichten). Die Bildinformation liegt danach auf dem ursprünglichen Aufnahmemedium (Diapositiv oder Negativ) unmittelbar vor. Sie ist ohne weitere Hilfsmittel als Fotografie (Unikat) in Form von entwickelten Silberhalogeniden bzw. Farbkupplern sichtbar. Gegebenenfalls kann aus solchen Fotografien in einem zweiten chemischen Prozess im Fotolabor ein Papierbild erzeugt werden, bzw. kann das nun auch durch Einscannen und Ausdrucken erfolgen.
Bei der digitalen Speicherung werden die analogen Signale aus dem Kamerasensor in einer zweiten Stufe digitalisiert und werden damit elektronisch interpretier- und weiterverarbeitbar. Die digitale Bildspeicherung mittels Analog-Digital-Wandler nach Auslesen aus dem Chip der Digitalkamera arbeitet (vereinfacht) mit einer lediglich zweidimensional erzeugten digitalen Interpretation der analogen Bildinformation und erzeugt eine beliebig oft (praktisch verlustfrei) kopierbare Datei in Form von differentiell ermittelten digitalen Absolutwerten. Diese Dateien werden unmittelbar nach der Aufnahme innerhalb der Kamera in Speicherkarten abgelegt. Mittels geeigneter Bildbearbeitungssoftware können diese Dateien danach ausgelesen, weiter verarbeitet und auf einem Monitor oder Drucker als sichtbare Fotografie ausgegeben werden.
Eine Fotografie wird subjektiv als gut, interessant oder beeindruckend, niemals aber digital oder analog empfunden.
Der Bildeindruck beim Betrachten einer Fotografie wird maßgeblich durch kulturelle und physiologische Faktoren bestimmt und nicht durch die dabei verwendete Speichertechnik.
Für den Betrachter spielt das inzwischen kaum noch eine Rolle, weil der Unterschied kaum erkennbar ist. Kulturwissenschaftlich werden die beiden Techniken jedoch unterschiedlich behandelt:
- Für den Erzeuger des Bildes kann es sehr wohl eine Rolle spielen, ob er ein einmalig vorhandenes Original (das Diapositiv/Negativ) in Händen hält oder eine Beschreibung dessen, was als Bild noch wiederhergestellt werden muss, digital gespeichert hat.

- Die manuelle Herstellung einer klassischen Fotografie stellt eine kulturelle Leistung dar; ein Handwerk, das unmittelbar an eine Reihe traditioneller und proprietärer Fertigungsverfahren, Kenntnisse und Fertigkeiten im Fotostudio, Atelier oder Fotolabor gekoppelt ist, ohne die das Bild letztlich nicht realisierbar wird. Mittels dieses Handwerks erzeugt man jedes Mal ein neues unverwechselbares Original.

- Die kognitiv erfahrbare Information des Bildes liegt bei der Fotografie unmittelbar 'analog' vor. Eine Fotografie, die unabhängig vom situativen Kontext aufgefunden wird, lässt sofort erkennen, dass es sich um eine Fotografie handelt. Man hält das entwickelte Dia/Negativ gegen das Kerzenlicht und erkennt eine Fotografie.

- Eine auf einer DVD (oder älteren Speicherform) digital gespeicherte Bildinformation bedarf zur Basis-Interpretation zumindest einer kompatiblen digitalen Decodierungs-Struktur, die zumindest was das Lesen des Speichermediums betrifft, als Hardware vorliegen muss.

Die Analogfotografie erfährt im Bereich Schwarzweißfotografie, insbesondere der Kunst eine Renaissance.

## Anwendungsgebiete der Fotografie
Die Anwendungsgebiete sind äußerst vielseitig und werden als Genre der Fotografie bezeichnet. Einige Genres sind Fortführungen aus der Malerei, manche wie die Umweltfotografie entstanden erst durch fotografische Erschließung.

### Landschaftsfotografie

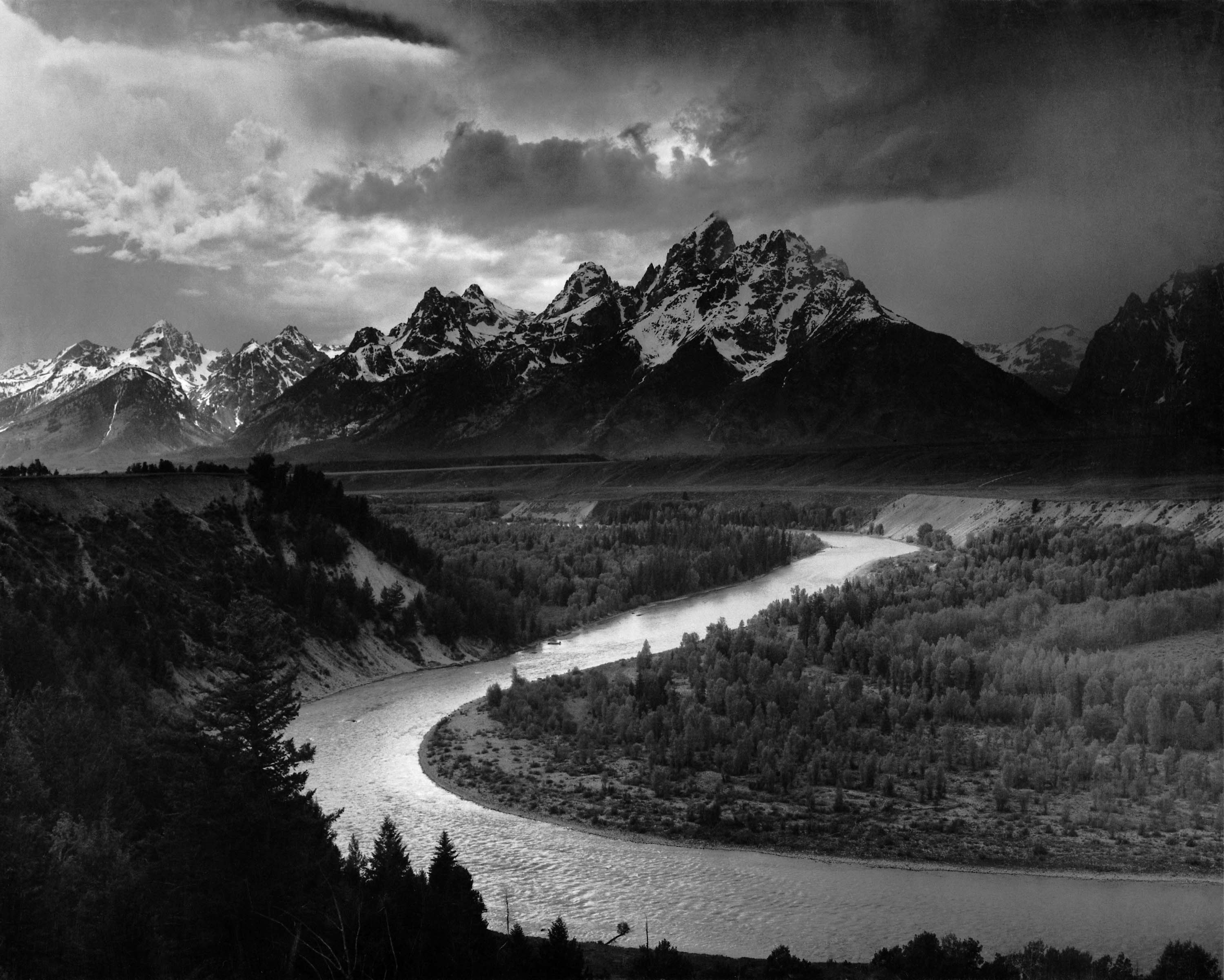
Ansel Adams: The Tetons and the Snake River

Die Landschaftsfotografie ist die Fortsetzung der Landschaftsmalerei mit anderen technischen Hilfsmitteln. Seit ihrem Anbeginn setzt sich die Landschaftsfotografie mit dem Abbild der Natur und der menschlichen Umwelt auseinander. Zusammen mit der klassischen Portraitfotografie zählt sie zu einem der ersten und wesentlichen Genres der professionellen Fotografie. Die Landschaftsfotografie spielte auch eine besondere Rolle im Zusammenhang mit dem Expeditionswesen des 19. und 20. Jahrhunderts bis in die heutige Zeit, wenn es darum geht, weitgehend unbekannte oder abgelegene Landschaftsmotive festzuhalten.
Hermann Krone gilt als einer der ersten Pioniere. Bereits in den 1850er Jahren fotografierte er in der Sächsischen und Böhmischen Schweiz Landschaften. Zusammen mit seinem Sohn Johannes Krone nahm er im Jahr 1874 als Fotograf an einer deutschen Expedition auf die Aucklandinseln teil, die der Beobachtung des Venustransits vom 9. Dezember 1874 diente. Über diese Expedition verfasste er einen unter dem Titel Vater und Sohn auf Weltreise erschienenen Bericht.
Ein US-amerikanischer Pionier der Landschaftsfotografie war der Expeditionsfotograf Timothy H. O’Sullivan, der bereits 1873 erste Ikonen des Genres im Canyon de Chelly fotografiert hatte. Weitere Arbeiten waren Aufnahmen in den Rocky Montains und dem amerikanischen Westen im Auftrag des US-Kriegsministeriums und von Eisenbahngesellschaften, sowie Expeditionen z. B. nach Panama.
Im Frühjahr 1941 erhielt Ansel Adams ein Schreiben des damaligen US-Innenministers Harold L. Ickes mit der Bitte, die Nationalparks in den Vereinigten Staaten zu fotografieren. Er reiste dazu in den Carlsbad-Caverns-Nationalpark, um mit den Fotografien für das US-Innenministerium zu beginnen. Während der Reise entstanden Aufnahmen von den Felssiedlungen der Anasazi im Mesa-Verde-Nationalpark oder von den Adobe-Pueblos der Acoma, außerdem empfand Adams auf seine Weise die historischen Fotografien von Timothy H. O’Sullivan nach, die dieser bereits 1873 im Canyon de Chelly angefertigt hatte. Im Sommer 1942 setzte der Fotograf seine ausgedehnte Fotoexkursion für die Regierung durch diverse Nationalparks fort: Er fotografierte die Geysire des Yellowstone-Nationalpark und machte unter anderem Station im Rocky-Mountain-Nationalpark im Glacier-Nationalpark und schließlich im Mount McKinley National Park (heute Denali-Nationalpark). Kriegsbedingt wurde das Projekt des Ministeriums allerdings eingestellt. Diese Aufnahmen wurden in späteren Ausstellungen zu Ikonen der Umweltfotografie, weil sie den US-Amerikanern in den Städten zeigten, wie die Nationalparks im menschenleeren Westen der USA aussahen.
Die National Geographic Society stellte im 20. Jahrhundert die Landschaftsfotografie in den Mittelpunkt ihrer verlegerischen Arbeit, getreu dem Motto: „...die geographischen Kenntnisse zu mehren und zu verbreiten“.

### Künstlerische Fotografie

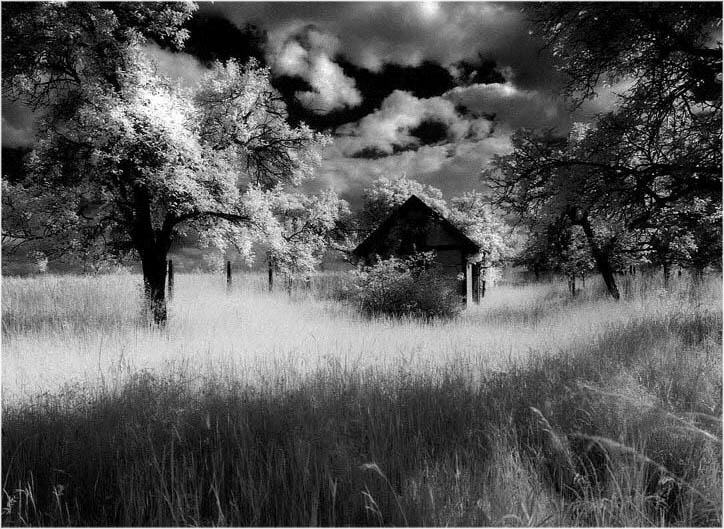
Mit einem Infrarotfilm erzeugtes Schwarzweissbild

Eine erste Kunstfotografie entstand Mitte des 19. Jahrhunderts mit dem Bemühen, mit der Kamera die Malerei zu imitieren, wenngleich die technischen Möglichkeiten doch sehr begrenzt waren. Zu den frühen Pionieren zählten die Fotografen der Brotherhood of the Linked Ring (1892–1909), die der Fotografie einen künstlerischen Anspruch vermitteln wollten.
Umgekehrt wirkte die Fotografie befruchtend auf die Malerei des Impressionismus zurück. Zufällig wirkende Kompositionen mit angeschnittenen Menschen, Wagen und Tieren hielten ihren Einzug. Robert Demachy hatte die Ballettszenen von Edgar Degas nachempfunden. Edgar Degas seinerseits setzte die Schnappschuss-Wirkung, die absichtsvolle Zufälligkeit von Bildausschnitt und Komposition, als Stilmittel in seinen Gemälden ein. Gustave Caillebotte, der 1876 zum ersten Mal seine Gemälde bei einer Impressionisten-Ausstellung zeigte, warfen seine Kritiker vor, die Wirklichkeit „fotografisch“ also zu realistisch wiederzugeben. Er nahm Techniken und Themen vorweg, die sich erst in den 1920er-Jahren als „Neues Sehen“ in der Fotografie etablierten. Fotografen wie André Kertész, Wols und László Moholy-Nagy weisen eine besondere Nähe zu Caillebottes Werk auf. Ihre Bilder greifen zum Teil dieselben Motive auf oder zeigen einen Ausschnitt aus der gleichen Perspektive. So gibt es zum Beispiel Aufnahmen von Straßen und Plätzen in einer steilen Draufsicht, wie sie schon auf den Gemälden Caillebottes zu finden sind.
Auch der Piktorialismus, eine kunstfotografische Stilrichtung, lieferte Beiträge zur Fotografie als Kunstform. Ziel des Stiles war es, nicht lediglich ein bloßes, einen Augenblick in der Realität festhaltendes Abbild des Motivs herzustellen, sondern eine symbolische Darstellung von Gemütszuständen oder grundlegenden Werten zu erzielen. Seine Blütezeit fand der Piktorialismus zwischen dem Ende des 19. Jahrhunderts bis zum Ersten Weltkrieg, in Japan noch bis etwa 1925; piktorialistische Fotografien wurden allerdings teilweise noch bis zum Ende der 1950er Jahre angefertigt.
August Sanders berühmtes Projekt „Menschen des 20. Jahrhunderts“ ist in seiner enzyklopädischen Anlage gleichzeitig ein Vorläufer der konzeptuellen Fotografie.
Die künstlerische Fotografie löste sich jedoch rasch von Dogmen und gliederte sich in zahlreiche Stilrichtungen und Genres auf, vor allem, weil es wenig Sinn macht, in „Schulen“ wie in der Malerei zu gliedern. Susan Sontag spricht deswegen eher von Bewegungen, so wie Alfred Stieglitz und die Photo-Secession, Edward Weston und F/64, Albert Renger-Patzsch und die Neue Sachlichkeit, Walker Evans und das Farm Security Administration-Projekt oder an Henri Cartier-Bresson und Magnum Photos. Zu diesen Bewegungen zählt auch die Düsseldorfer Photoschule.
Parallel zu dieser Entwicklung wurde Anfang der neunzehnhundertsiebziger Jahre die Schnittstelle zwischen den zu diesem Zeitpunkt weitgehend getrennten Medien, im engen Verständnis des Kunstbegriffes, zwischen Malerei und Fotografie kunsthistorisch relevant durch Arbeiten der Fotokünstler Pierre Cordier (Chimigramme), Paolo Monti (Chemigramm) und Josef H. Neumann (Chemogramme) geschlossen. Die Chemogramme von Josef H. Neumann schließen 1974 die Trennung von malerischem Grund und fotografischer Schicht, indem er sie, in einer bis zu diesem Zeitpunkt nie dagewesenen Symbiose, als nicht verwechselbares Unikat in gleichzeitiger malerischer und realer fotografischer Perspektive innerhalb einer fotografischen Schicht in Farben und Formen vereint.

Chemogramme und Chimigramme
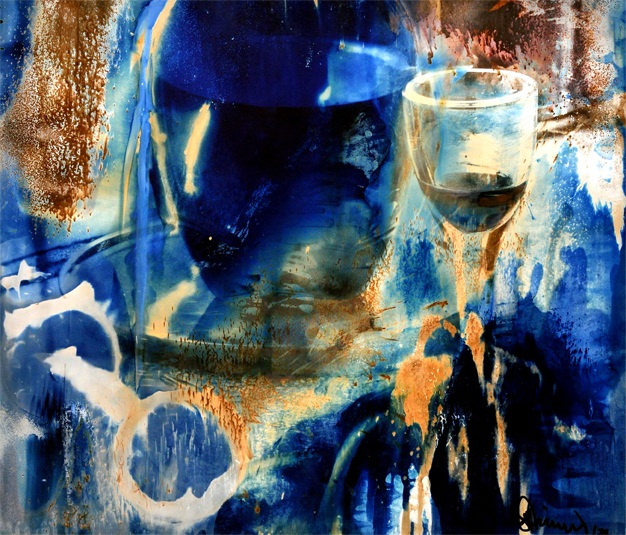
Josef H. Neumann: Chemogramm,Gustav I (1976)
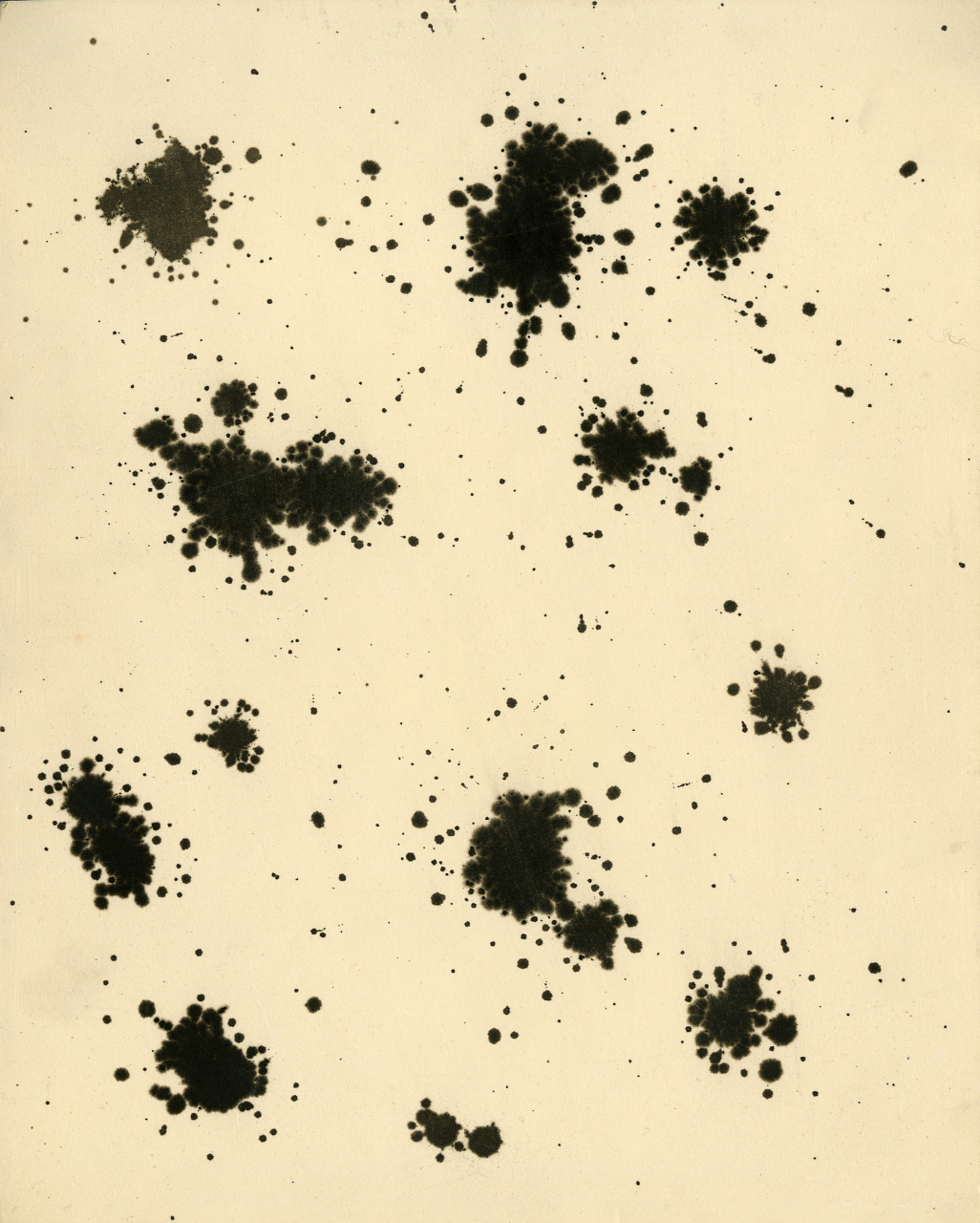
Paolo Monti: Chimigramm, Serie fotografica, 1970

Die Rezeption der künstlerischen Fotografie in Museen und Ausstellungen, die zahlreichen Wettbewerbe zeigen deutlich, das Fotografie eine Kunstform sein kann. Susan Sontag kommentierte treffend: „Das wahre Ausmaß des Thriumphs der Fotografie als Kunst und über die Kunst“, wird erst nach und nach erfasst.

### Porträtfotografie

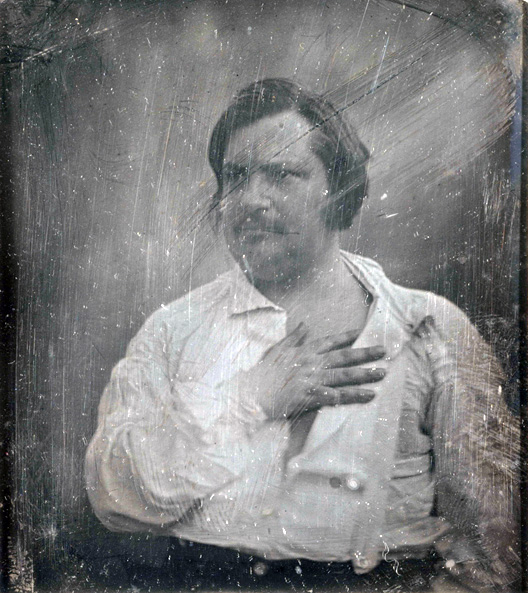
Honoré de Balzac, Daguerreotypie von Louis-Auguste Bisson, 1842

In Deutschland war Hermann Biow einer der ersten, die die Technik der Daguerreotypie anwendeten (daguerreotypisierten). 1841 hatte er ein Atelier in Hamburg eröffnet. Bekannt ist er für seine Porträts zahlreicher Mitglieder der Frankfurter Nationalversammlung und einiger berühmter und weniger berühmter Bürger wie Franz Liszt, Alexander von Humboldt und Friedrich Wilhelm IV.
Zur großen Popularität der Porträtfotografie und Fotografie allgemein trug ab den 1860er Jahren die von dem französischen Fotografen André Adolphe-Eugène Disdéri entwickelte Idee einer Carte de visite bei. Ursächlich dafür waren die Verkleinerung des Formates und Senkung der Produktionskosten. In der Folgezeit entstanden wieder größere Formate wie Carte cabinet, Oblong oder Promenade, Boudoir etc., die aber nicht in einer vergleichbaren Menge verbreitet waren.
Die Porträtfotografie hatte auch eine große Bedeutung für die Fotografie der Frühzeit. Das Hauptproblem, lange Belichtungszeiten, wurde durch spezielle Fixier- und Haltevorrichtungen wie Saronnys Universal-Kopfhalter und viel Geduld beim Porträtierten gemeistert. Zu den Pionieren dieses Genres zählen u. a. Franz Hanfstaengl, Nadar, Courbet und Étienne Carjat.

### Akt- und Erotikfotografie
Ab etwa 1847 entwickelte sich das Genre der Akt- und Erotikfotografie, welche insbesondere durch die Stereofotografie starke Verbreitung fanden und beispielsweise als Stereodaguerreotypien verbreitet wurden.
Eugène Delacroix ließ von Eugène Durieu um 1850 Aktstudien anfertigen, nach denen er später Gemälde anfertigte.

### Reise- und Reportagefotografie

Das im Rahmen des Sepoy-Aufstands von den Briten erstürmte Secundra Bagh in Lakhnau (Aufnahme von Felice Beato, März 1858)

Aus der Frühzeit der Fotografie sind auch einige wenige Reisereportagen und bildliche Kriegsberichterstattungen bekannt; so hielt der Engländer Roger Fenton seine Reiseeindrücke aus Kiew, Sankt Petersburg und Moskau 1852 in den ersten Reisefotografien fest. 1855 fertigte Fenton im Krimkrieg auch die erste Kriegsbildreportage mit 360 Aufnahmen an. Seine Arbeit wurde von James Robertson und Felice Beato fortgesetzt. Letzterer war auch einer der Ersten, der den asiatischen Raum intensiv bereiste und fotografisch das Leben in Asien dokumentierte.
Mathew Brady fertigte mit seinem Kamerateam, zu dem unter anderem Alexander Gardner, Timothy H. O’Sullivan und George N. Barnard gehörten, in den amerikanischen Sezessionskriegen 7.000 Nassplatten-Negative an, von denen über tausend digitalisiert wurden und über die Website der Library of Congress abrufbar sind.
Die Brüder Auguste Rosalie und Louis-Auguste Bisson fotografierten 1860 auf einer Besteigung des Mont Blanc.
Die Fotografien dieser Zeit erschienen nicht in Zeitungen, da die dafür erforderlichen Reproduktionsverfahren noch nicht verfügbar waren. Frühe Reisereportagen fertigte beispielsweise auch Maxime Du Camp 1850 auf einer Expedition nach Ägypten an.

### Bildberichterstattung
Die wohl erste fotografisch umgesetzte aktuelle Bildberichterstattung fertigten Hermann Biow und Carl Ferdinand Stelzner 1842 vom „Großen Brand“ von Hamburg an. In den illustrierten Wochenzeitungen konnten Fotos bis in die 1880er Jahre nur über den Umweg des Holzstichs oder der Zinkografie (Charles Gillot 1872) gedruckt werden. Das heißt, die Fotografien wurden entweder von Graveuren nach fotografischen Vorlagen als Holzstich realisiert oder später auf lichtempfindliche Schichten auf Buchsbaumholz fotografisch kopiert und manuell nachgestochen. Die direkte mechanische Reproduktion, Autotypie genannt, wurde dann erstmals in einer Zeitung 1877 verwendet.
Die aktuelle Bildberichterstattung und Pressefotografie entwickelt sich ab etwa 1880, als die ersten Fotos als Illustrationen in Zeitungen erschienen: Stephen H. Horgan veröffentlicht im New Yorker Daily Graphic ein gerastertes Halbtonfoto. 1883 erscheint das erste Foto in einer deutschen Zeitung: Georg Meisenbach veröffentlicht in der Leipziger Illustrirten Zeitung eine gerasterte Fotografie. Im deutschsprachigen Raum setzte sich die in Zeitungen gedruckte Fotografie (Autotypie) erst in den 1890er Jahren allmählich durch. Noch immer stand die Fotografie in Konkurrenz zu anderen Medien, etwa der Zeichnung oder der Lithografie. Nach der Jahrhundertwende setzte sich die Fotografie in der illustrierten Wochenpresse allgemein durch. Um 1910 stellten die wichtigen illustrierten Wochenzeitungen auf den Kupfertiefdruck um. Die Blätter wurden nun von modernen Rotationsdruckmaschinen gedruckt. Der Großteil der Tagespresse veröffentlichte vor dem Ersten Weltkrieg noch keine oder nur wenige Fotos. Hier setzte die Bebilderung erst in der Zwischenkriegszeit, teilweise erst nach 1945 ein.
In den 1920er Jahren erlebte die illustrierte Presse eine große Blüte. Das führende Blatt, die Berliner Illustrirte Zeitung (BIZ), brachte es 1929 auf knapp zwei Millionen verkaufte Exemplare. Neue Impulse für die Pressefotografie kamen Ende der 1920er Jahre, als neue, innovative Fotoagenturen auftraten, etwa der Deutsche Photodienst (Dephot). gegründet von Simon Guttmann oder die Weltrundschau, gegründet von Rudolf Birnbach. Sie boten den Zeitungen teilweise fertige Reportagen an. Wichtige Pressefotografen dieser Jahre waren in Deutschland Marianne Breslauer, Felix H. Man, Martin Munkácsi, Erich Salomon, Umbo (Otto Umbehr), Stefan Weber und andere.
Das Jahr 1933 bedeutete für jüdische und politisch links orientierte Fotografen Flucht und Vertreibung. Viele von ihnen gingen ins Exil nach Prag, Wien, in die Schweiz, nach Paris, England oder in die USA. In Deutschland änderte sich die Situation der Pressefotografen grundlegend. Nach und nach wurden die Illustrierten auf nationalsozialistischen Kurs gebracht, indem die Presse gleichgeschaltet wurde. Einige politisch angepasste Fotografen, wie etwa Harald Lechenperg, der 1937 die Leitung der Berliner Illustrirte Zeitung (BIZ) übernahm, machten nach 1933 große Karriere. Andere, wie etwa der jüdische Fotograf Erich Salomon, wurden im Konzentrationslager ermordet.
Nach 1945 konnte in Deutschland keine Illustrierte, die vor 1945 erschienen war, ihre Veröffentlichung fortsetzen. Die alliierten Mächte versuchten in ihrem Einflussgebiet durch Lizenzzwang zu verhindern, dass nationalsozialistische Blätter wieder entstanden und Nazis ihre Karrieren fortsetzten. Dennoch machen eine Reihe von Fotografen, die schon zu Zeiten des Nationalsozialismus erfolgreich waren, Karriere in den Illustrierten Nachkriegsdeutschlands, etwa Hilmar Pabel oder auch Harald Lechenperg. Auch der bekannte österreichische Sportfotograf Lothar Rübelt, der ein enges Verhältnis zum Nationalsozialismus hatte und viel in nationalsozialistisch ausgerichteten Blättern publiziert hatte, arbeitete nach 1945 problemlos weiter. Erst nach und nach kamen einige der vertriebenen jüdischen Fotografen zurück, andere blieben dort, wo sie sich eine neue berufliche Heimat geschaffen hatten, vor allem in den USA.

### Architekturfotografie

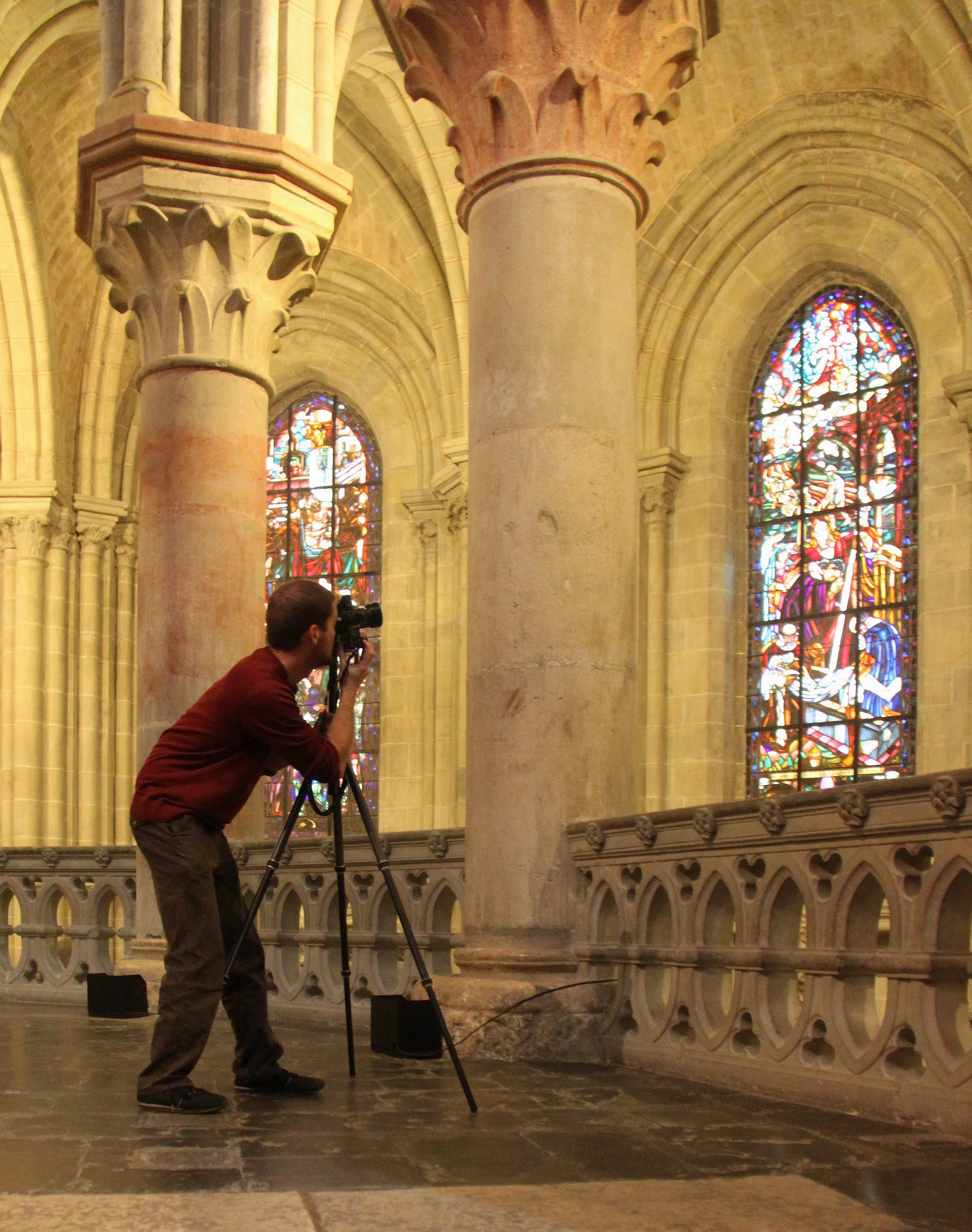
Amateurfotograf in der Architekturfotografie

Die Architekturfotografie zählt zu den ältesten Genres der Fotografie.

### Amateurfotografie
Die Zeit der Amateurfotografie setzt um 1870 mit der Entwicklung von leicht beweglichen und/oder tragbaren Handkameras und der damit einhergehenden Vereinfachung des fotografischen Verfahrens ein. Recht bekannt ist beispielsweise der Kodak von George Eastmans Eastman Company aus dem Jahre 1888, die jedoch keineswegs – wie die Kodak-Historiografie immer wieder behauptet – die Amateurfotografie begründete. „Knipser“ beginnen, mit der Kamera ihr Privatleben und ihr Umfeld zu dokumentieren. Diese Aufnahmen haben einen unschätzbaren soziologischen und historiografischen Wert.

### Dokumentarfotografie
Gegen Ende des 19. Jahrhunderts beginnt auch die Entwicklung der Dokumentarfotografie; so begann beispielsweise Edward S. Curtis 1896 sein zwanzigbändiges fotografisches Werk über die Indianerstämme Nordamerikas, bei dem bis 1930 40.000 Negative entstehen.

### Sonderformen

#### Chronofotografie
Ein weiterer früher Anwendungsbereich war die Chronofotografie, also Reihenaufnahmen und Bildfolgen, die gezielt die Grenzen des menschlichen Wahrnehmungsapparates sprengte. Als Pionier auf diesem Gebiet gilt Eadweard Muybridge (eigentlich Edward Muggeridge), der 1877 die ersten Reihenaufnahmen von beweglichen Motiven mit bis zu 30 Kameras anfertigte. Die Ergebnisse seiner Arbeiten veröffentlichte er in den 1887 erschienenen Bildbänden Animals in Motion und The Human Figure in Motion, die annähernd 800 Lichtbilder enthalten.
Verbesserungen dieses Verfahrens führte der Franzose Étienne-Jules Marey ein, der 1883 das fotografische Gewehr konstruierte, mit dem er eine ganze Serie von Belichtungen auf einer Platte festhalten konnte; das ermöglichte es, die Stadien eines Bewegungsablaufes innerhalb eines einzigen Bildes durch eine Art Mehrfachbelichtung darzustellen. Dieses Zerhacken eines Bewegungsablaufes in diskrete Phasen nimmt sehr konkret die späteren kinematographischen Bildzerlegungen vorweg.
Einen ähnlichen Ansatz verfolgte der deutsche Ottomar Anschütz, der 1888 eine Kamera mit Schlitzverschluss für extrem kurze Belichtungszeiten konstruierte; ihm gelangen Momentaufnahmen fliegender Störche, laufender Pferde und anderer Tiere in Bewegung.

#### Fotomontagen
Die Fotomontage konnte bereits eine längere Tradition aufweisen, denn sie wurde schon in der Mitte des 19. Jahrhunderts für komplizierte szenarische Motive angewandt, die nach dem damaligen Stand der Technik nicht einfach abgelichtet werden konnten. Die Belichtungszeit solcher Lichtbilder war meistens ganz normal: rein technische Gründe für die Fotomontage waren nur in einigen Ausnahmefällen gegeben, dabei handelte es sich hauptsächlich um das Überbrücken von großen Kontrastunterschieden und um das Erreichen einer ungewöhnlich großen Schärfentiefe. Eine Montage wurde zum Beispiel notwendig, wenn eine Aufnahme von einem Interieur mit einem Fenster, in dem eine Landschaft zu sehen war, gemacht werden sollte; dazu wurden dann zwei Aufnahmen zusammenmontiert, indem die Negative teilweise mit Abdeckfarbe zugedeckt und danach passgerecht übereinander gelegt wurden. Nur ein Fachmann konnte am fertigen Bild erkennen, dass es auf diese Weise entstanden war.
Bei anderen Montagen dieser Art wurden nachträglich Wolken in eine Landschaftsaufnahme einkopiert, oder man malte silhouettenhafte Bildpartien in das Foto hinein. Im Gegensatz zu diesen Bildern, die letztlich ganz normale Aufnahmen darstellen sollten, standen die Fotomontagen, die ihren montagehaften Herstellungsprozess nicht verleugnen. Wie Otto R. Croÿ treffend erklärte, wurde auf diese Weise die Starrheit des Motivs gelöst. Die Fotomontage ließ ahnen, dass der Fotograf mit ihrer Hilfe imstande war, das Bild nicht nur formal aufzubauen, sondern dass er seiner Phantasie auch freien Lauf lassen konnte, um in den Bildern bestimmte Ideen auszudrücken. Diese Konzeptionen der Fotomontage konnten technisch durch drei verschiedene Methoden erzielt werden:
Das einfachste Verfahren war eine Collagetechnik mit Hilfe von Schere und Klebstoff, wobei die so hergestellte Montage schließlich noch abfotografiert und dadurch beliebig vervielfältigt werden konnte.
Ziemlich simpel war auch die „Montage“ durch Mehrfachbelichtung auf dasselbe Bildfeld, was nur eine geübte Einschätzungsfähigkeit erforderte, wie die Aufnahme in der Kamera übereinander zu passen waren. Bald erkannte man die Vorteile der Arbeit mit schwarzem Hintergrund – der auf dem Negativ eine transparente glatte Fläche ergab – oder mit wechselnder Abdeckung von bestimmten Teilen des Bildfeldes.
Die anspruchsvollste Methode bestand schließlich im Montieren von zwei oder mehreren Negativen während des Vergrößerns (ein sogenanntes „Sandwich“), wobei diese nacheinander auf dasselbe Positivpapier kopiert wurden. In der Schlussphase nach der Positiventwicklung musste der Fotograf meistens die Übergänge zwischen den einzelnen Bildpartien mit dem Abschwächer oder dem Pinsel nachbehandeln.

## Zeitschriften für Fotografie
Gut 15 Jahre nach der Offenlegung des Patents der Daguerreotypie 1839 erschienen die ersten Journale/Zeitschriften, die über die neuesten Erfindungen, Weiterentwicklungen und Personen in der Fotografie berichteten und regelmäßig erschienen. Ebenso wurde ausführlich über das Geschehen in fotografischen Vereinen berichtet, weshalb einige Zeitschriften auch als Vereinsjournale betrachtet werden können.

## Fotografische Vereine
In fotografischen Vereine fanden sich fotografisch interessierte Laien, Hersteller von Artikel für die Fotografie und Fotografen zusammen. Fotografische Vereine waren Interessenverbände.

### Allgemein
- Edeldruckverfahren
- Pioniere der Fototechnik
- Fotografisches Verfahren
- Positiv-Verfahren
- Direktpositiv-Verfahren
- Negativfilm
- Fixiermittel
- Fixieren
- Bildgebendes Verfahren
- Fernerkundung.

### Andere frühe Fotografieverfahren
- Heliografie (1826)
- Kalotypie (auch Talbotypie; um 1835)
- Cyanotypie (1842)
- Ambrotypie (Melanotypie; um 1850)
- Ferrotypie (Tintype oder auch eindeutschend Blechfotografie; um 1850)
- Kollodium-Nassplatte (um 1850)
- Pannotypie (um 1860)
- Wothlytypie (1864)

### Forschung
- Bildwissenschaft
- Mediengeschichte
- Technikgeschichte
- Visual History

### Genres
- Architekturfotografie
- Astrofotografie
- Dokumentarfotografie
- Erotische Fotografie
- Food-Fotografie
- Fotojournalismus
- Hochzeitsfotografie
- Industriefotografie
- Konzertfotografie
- Kriegsfotografie
- Künstlerische Fotografie
- Landschaftsfotografie
- Modefotografie
- Naturfotografie
- Produktfotografie
- Reprofotografie
- Ruinen-Fotografie
- Schwarzweißfotografie
- Sportfotografie
- Stereoskopie
- Straßenfotografie
- Theaterfotografie
- Tierfotografie
- Umweltfotografie
- Unterwasserfotografie
- Weltraumfotografie
- Werbefotografie
- Wissenschaftliche Fotografie